# Grote Staat 5
Grote Staat 5, eigenlijk Grote Staat 5-15 en Vijfharingenstraat 7-11, lange tijd bekend als Vroom & Dreesmann Maastricht, is een gebouw in het centrum van de Nederlandse stad Maastricht. Het voormalige warenhuis van V&D (en kortstondig Hudson's Bay) aan de Grote Staat en de Vijfharingenstraat werd begin jaren 1930 gebouwd, diverse malen uitgebreid en wordt anno 2023 verbouwd tot woon-winkelgebouw. Een deel van het pand is een gemeentelijk monument.

## Geschiedenis

### 1907-1930: kleinschalig begin
De firma Vroom & Dreesmann werd in 1887 te Amsterdam opgericht door de zwagers Willem Vroom en Anton Dreesmann. Door het succes van de Amsterdamse filialen kwamen er al snel filialen in andere Nederlandse steden: Rotterdam (1892), Den Haag (1893), Nijmegen (1895), Arnhem (1896), Haarlem (1896), Utrecht (1898), 's-Hertogenbosch (1899), Tilburg (1899), Breda (1901), Leeuwarden (1902), Delft (1904), Deventer (1905) en uiteindelijk ook Maastricht (1907). Aanvankelijk opereerde het bedrijf onder de naam "De Zon", terwijl ook altijd de eigenaren "Vroom en Dreesmann" vermeld werden. Het bedrijf had een katholieke signatuur, hoewel men er niet mee te koop liep.
De Maastrichtse vestiging werd op 19 november 1906 opgericht onder de naam N.V. Maastrichtsche Manufacturenhandel van Vroom en Dreesmann. Het filiaal werd opgezet door de 25-jarige, in Hamburg geboren Rudolf Rosenmöller, een neef van Anton Dreesmann, die eerst een tijdje in het Rotterdamse filiaal van het familiebedrijf had gewerkt. Aanvankelijk woonde hij met zijn gezin boven de winkel aan de Grote Staat nr. 7. In dit pand, het voormalige huis De Liebaert, was voordien de winkel "Palais de Cristal" gevestigd. Zoals bij alle filialen kwam op de gevel "De Zon" en "Vroom en Dreesmann" te staan. De opening vond plaats op 13 juli 1907. De nieuwe winkel, hoewel bescheiden in oppervlakte, begon met veertien personeelsleden. Behalve manufacturen (textielproducten) behoorden bedden en matrassen tot het assortiment. Volgens het bewaard gebleven kasboek uit de beginperiode varieerden de weekinkomsten van 1600 tot ruim 3000 gulden. In de Limburger Koerier verschenen rond die tijd de eerste advertenties. In 1911 kreeg Rosenmöller versterking in de persoon van H.Th. Sluiter, die uit Nijmegen overkwam en in Maastricht bedrijfsleider werd.
Na de Eerste Wereldoorlog wilde Rosenmöller het warenhuis flink uitbreiden en begon hij geleidelijk aangrenzende panden op te kopen. Als eerste kocht hij het buurpand nr. 5, het voormalige huis De Lanscroon, waarin toen de winkel "A la Foire de Leipzig" was gevestigd. Meer naar het westen toe verwierf hij in 1923 de kleermakerszaak van Charles Goffin op nr. 11. De ontbrekende schakel in het rijtje was nu de winkel in koloniale waren van Pieters-Teeuwen op nr. 9, die in 1930 ten slotte eigendom werd van V&D. Ook aan de Vijfharingenstraat en Achter het Vleeshuis kocht Rosenmöller enkele panden.
Vanwege de op handen zijnde bouw van het nieuwe warenhuis, werden eind 1930 drie huizen aan de Vijfharingenstraat (nrs. 7 t/m 11) afgebroken. Aan de Grote Staat werden nr. 9 en 11 gesloopt; de panden op nr. 5 en 7 pas na de oplevering van de eerste fase van het nieuwe warenhuis. Van het pand Grote Staat 9 bleef de monumentale Lodewijk XV-pui uit 1773 bewaard, hoewel niet op dezelfde plaats.

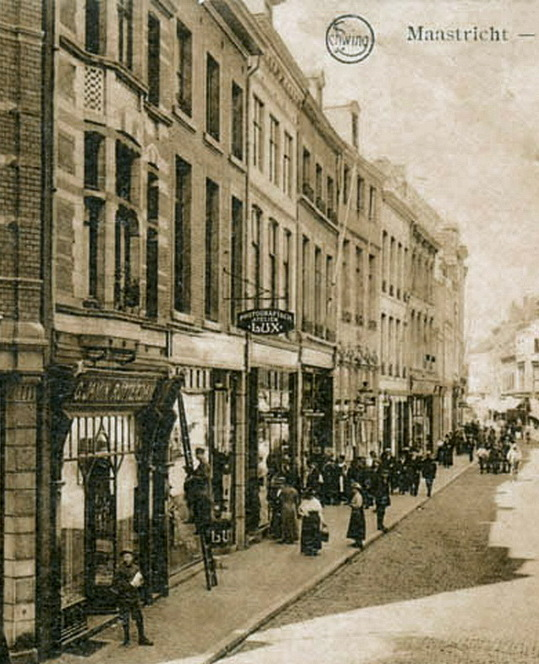
Grote Staat 1 en hoger, ca. 1915 (V&D op nrs. 5 en 7)
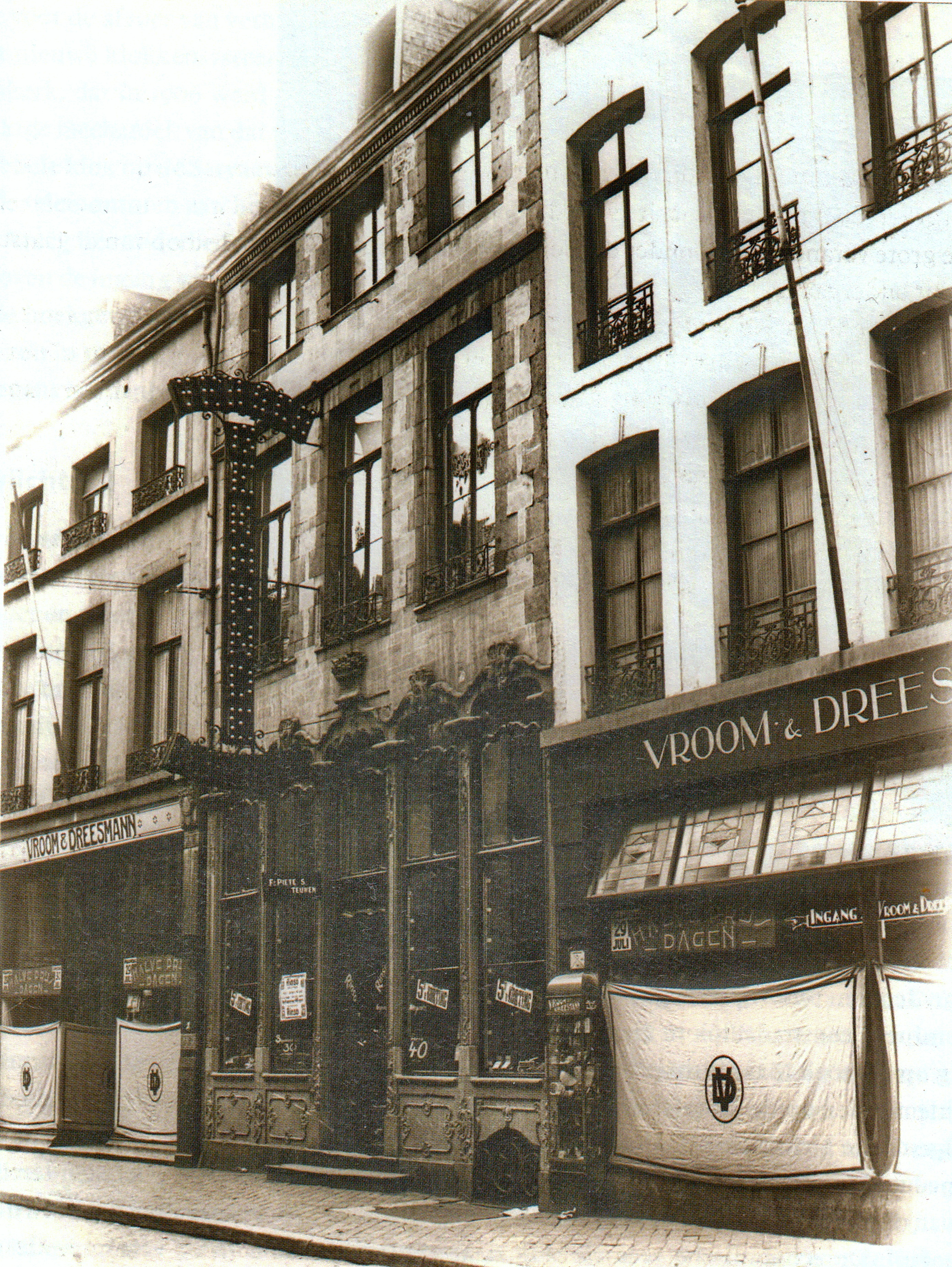
Grote Staat 7-11, ca. 1923-1930 (V&D op nrs. 7 en 11)
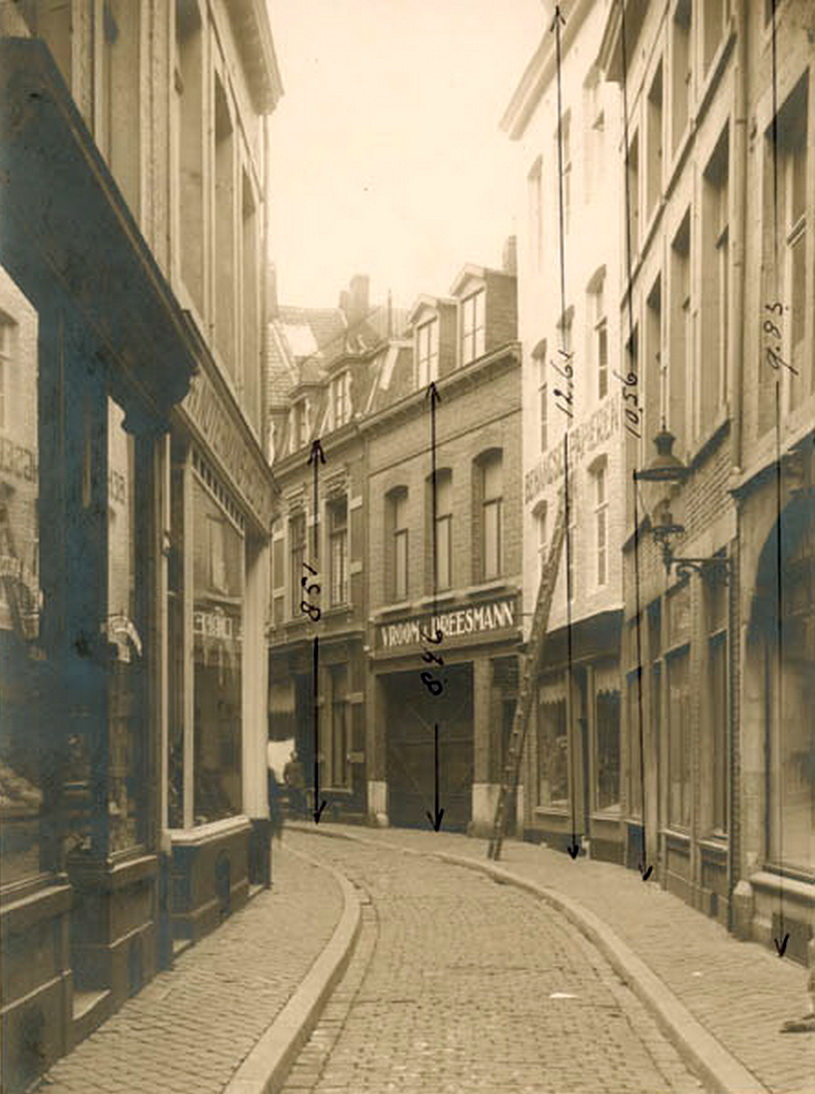
Vijfharingenstraat 5-13, ca. 1930 (V&D op nr. 7)
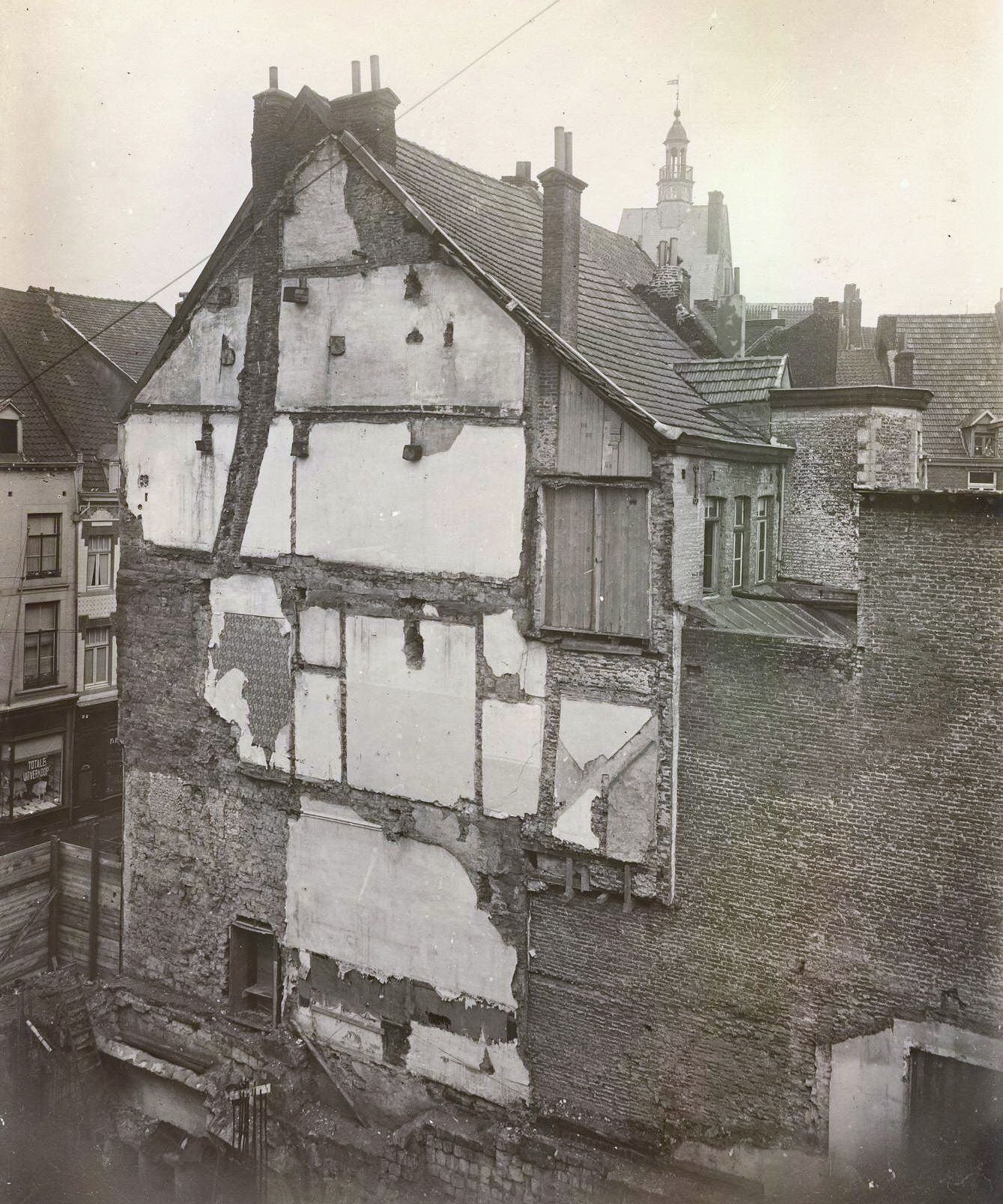
Zijgevel Grote Staat 7, na de sloop van nrs. 9 en 11, 1931

### 1930-1960: het warenhuis van Kuijt
Het ontwerp van het nieuwe warenhuis was van de Amsterdamse architect Jan Kuijt, in die tijd de 'huisarchitect' van Vroom & Dreesmann. De aanbesteding van de ruwbouw (het betonskelet) vond plaats in 1930 en werd gegund aan de laagste inschrijver (met ƒ 271.900,–), de firma Vriens uit Breda. Voor de afbouw tekende de firma Rijsdijk uit Hoensbroek. De bouw vond in 1931-1932 in fasen plaats, omdat de verkoop moest doorgaan. Terwijl Grote Staat 9 en 11 al gesloopt waren, ging op nr. 5 en 7, de twee oudste V&D-panden, de verkoop gewoon verder. Tevens werd vóór de gesloopte panden een tijdelijke etalagegalerij gebouwd, die veel bekijks trok. De opening van de eerste fase, inclusief een ingang met fietsenstalling aan de Vijfharingenstraat, vond plaats op 14 november 1931. Na het gereedkomen van dit bouwdeel – 40% van de nieuwbouw, volgens de advertentie van het bedrijf – werden de panden Grote Staat 5-7 ontruimd en gesloopt. Pas daarna kon de tweede bouwfase beginnen.

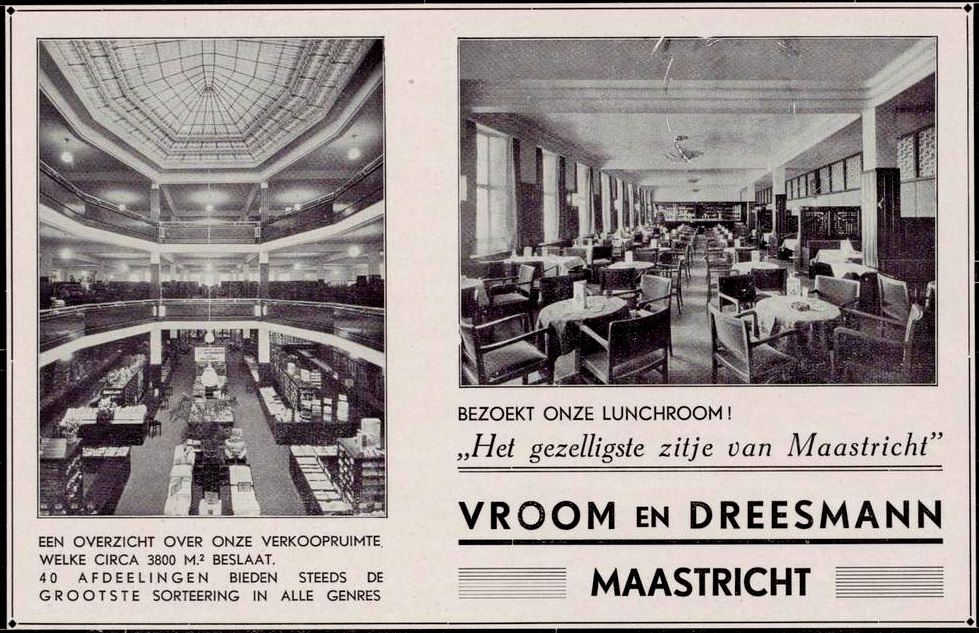
Advertentie V&D in promotieuitgave Limburg, 1935. Interieur met vide en lichtkoepel. Rechts de lunchroom

Op 23 maart 1933 vond de opening van het voltooide warenhuis plaats in de vorm van een kijkdag voor het publiek. De meeste aandacht ging uit naar de 32 m brede en 16 m diepe etalagehal aan de Grote Staat, met drie vrijstaande "etalage-eilanden" of "-aquariums", zoals ze in de pers werden genoemd, alsmede de centraal in het gebouw gesitueerde achthoekige vide onder een grote lichtkoepel met glas in lood. Andere opvallende elementen waren de bronzen puien, de ruime, met marmer beklede trappenhuizen, de twee liften, elk voor zestien personen, de in mahoniehout afgewerkte paskamers, de moderne luchtverversing en de muziekinstallatie die door het gehele gebouw te beluisteren was. Nieuw was ook de lunchroom op de tweede verdieping, waaraan een eigen bakkerij verbonden was. Het warenhuis telde veertig afdelingen en een verkoopoppervlak van 3800 m². De verwachtingen van de directie waren hooggespannen: op topdagen verwachtte men zo'n 120.000(?) bezoekers.
Na de Tweede Wereldoorlog was de populariteit van het warenhuis onverminderd groot. Hoogtepunten waren de uitverkoopdagen, waarbij soms politie-inzet nodig was, om het koperspubliek in toom te houden. In de jaren 1950 werd naarstig gezocht naar uitbreidingsmogelijkheden, vooral aan de zuidwestzijde van het 'V&D-kwadrant', aan de Vijfharingenstraat en Achter het Vleeshuis. Aan de noordwestzijde, op de hoek Vijfharingenstraat-Grote Staat, konden het pand Jungslager (Grote Staat 13) en sigarenmagazijn Cardozo (nr. 15) worden aangekocht. Deze werden provisorisch aangepast aan de "moderne tijd", waarbij de benedenverdieping werd weggebroken en de panden op betonnen pijlers kwamen te staan. Doordat de etalages iets uit de rooilijn waren geplaatst, ontstond er een soort galerij. Bij het hoofdgebouw aan de Grote Staat maakte de unieke etalagegalerij plaats voor een meer functionele, doorlopende etalage. De zeer ruime etalagehal werd bij de winkelruimte getrokken. In 1957 bestond de Maastrichtse vestiging vijftig jaar. Het bedrijf telde toen circa vijfhonderd personeelsleden.

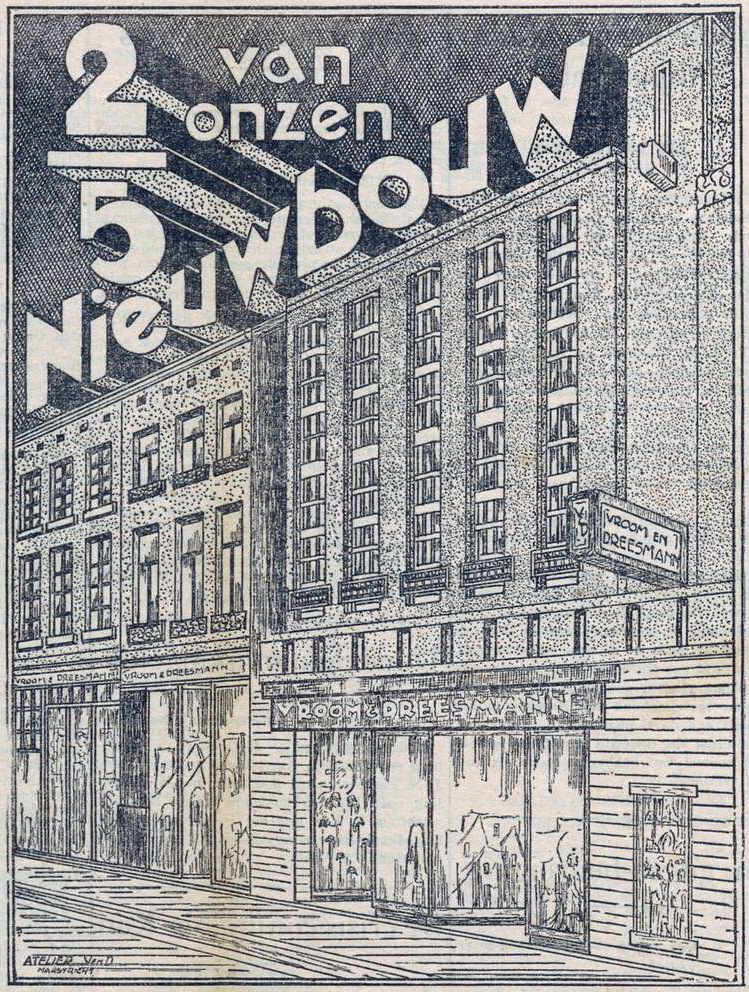
Grote Staat 5 & 7 (links) en eerste fase nieuwbouw, 1931
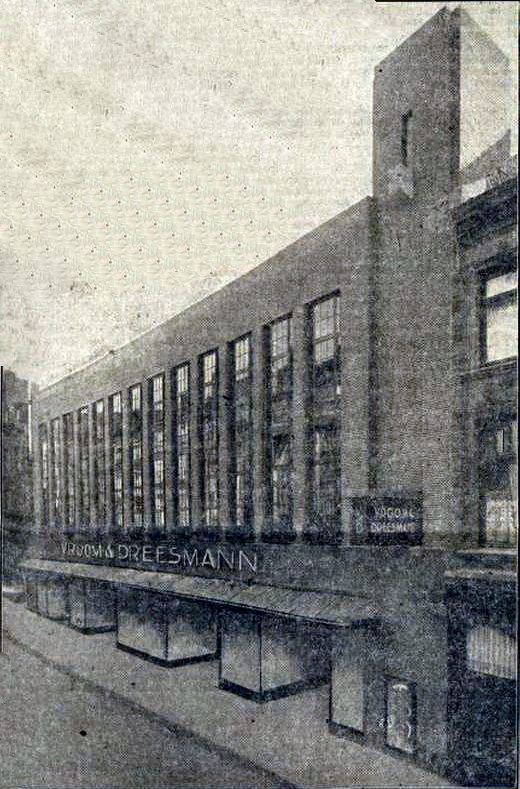
Voltooide nieuwbouw, kort voor de opening, 1933
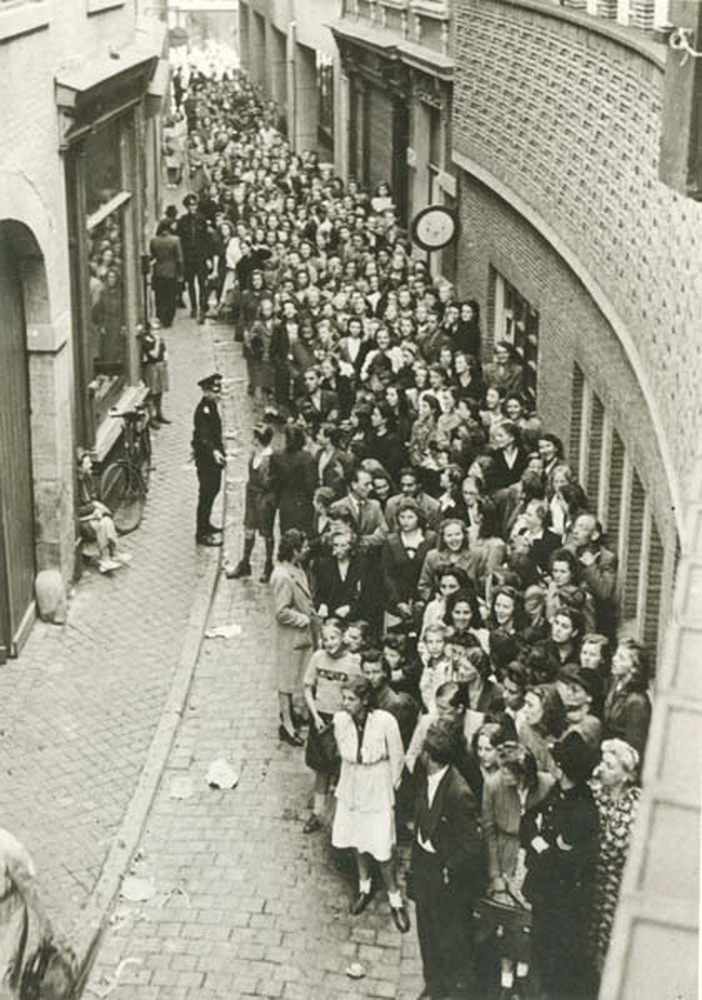
Vijfharingenstraat, eerste naoorlogse uitverkoop, 1947
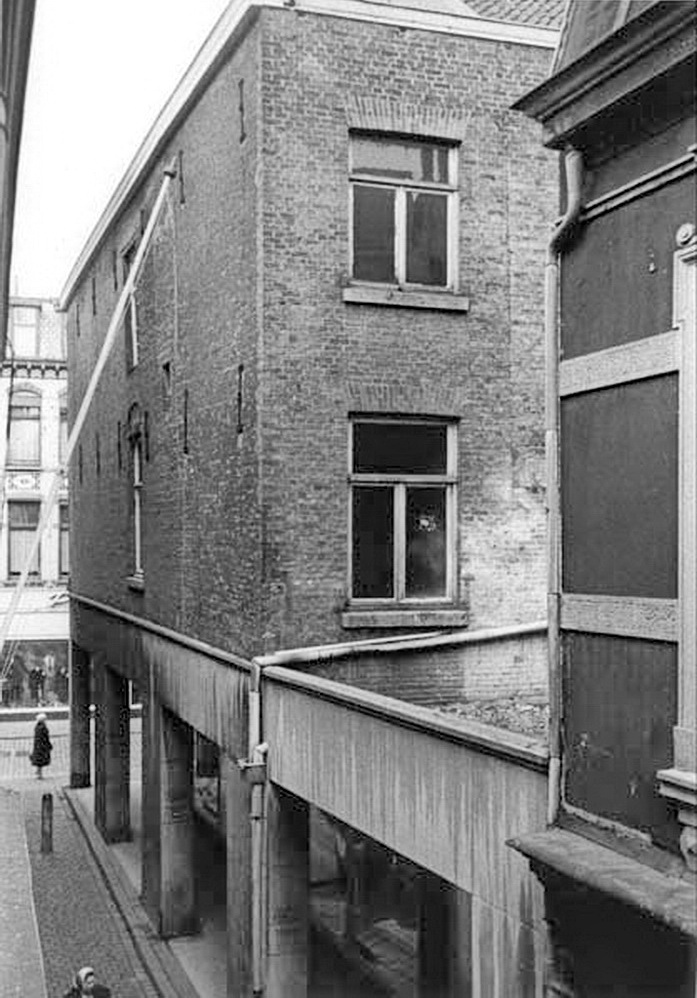
Vijfharingenstraat, verbouwd hoekpand, ca. 1955-1960

### 1960-2003: expansie en inkrimping
Omstreeks 1960 werd gepoogd om van de verschillende nieuw verworven panden een eenheid te maken en tegelijkertijd een uitbreiding van het verkoopoppervlak te realiseren. Gestreefd werd naar een uitbreiding van 60%, maar die ambitie moest men laten varen. Het verbouwingsplan voor de 'achterzijde' van het warenhuis, waaronder de panden Achter het Vleeshuis 16-18, waar de expeditieafdeling was gevestigd, werd door de gemeente afgekeurd en verdween in een la. Vervolgens ging de aandacht uit naar de oude panden Jungschlager en Cardozo, die na afbraak en herbouw, voor een moderner aanzien moesten zorgen. Een nieuw hoekgebouw met een vliesgevel in de stijl van het functionalisme werd ontworpen door Gerard Snelder. Doordat de eigenaren van het aangrenzende Vijfharingenstraat 5 weigerden te verkopen, is dit pand nooit onderdeel van het warenhuis geweest.
Ook het interieur van het gebouw van Kuijt werd in 1960-1962 aangepast, waarbij veel oorspronkelijke elementen werden opgeofferd. Zo verdwenen de vide, de daaromheen liggende galerijen en de lichtkoepel. Op deze plaats werden acht roltrappen geïnstalleerd, die voor een soepele verbinding tussen de vier verdiepingen (inclusief het souterrain) moesten zorgen. Op de tweede verdieping werd de lunchroom vergroot. De derde verdieping, die tot dan toe vrij onbeduidend was, werd verder uitgebouwd tot een oppervlakte van 650 m². Om deze etage beter bereikbaar te maken werden de liften en trappenhuizen aangepast. Tijdens de verbouwing, die werd uitgevoerd door aannemersbedrijf A. Knols uit Maastricht, ging de verkoop normaal door. De interne verbouwing zorgde voor een toename van het verkoopoppervlak van 30%. De feestelijke heropening vond plaats op 24 mei 1962. Namens het personeel werd een reliëf van Dries Engelen aangeboden, dat een plaats kreeg in een van de trappenhuizen.

Expansie en inkrimping V&D, 1907-2015

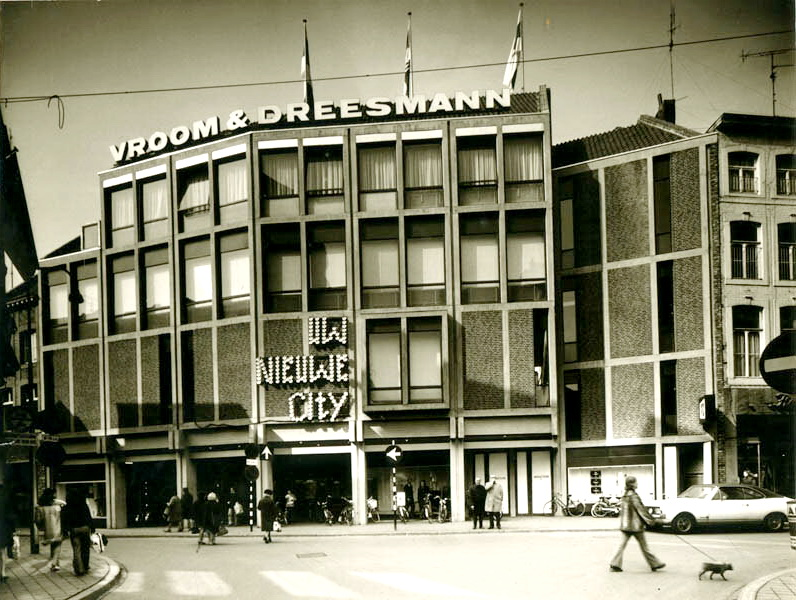
"Uw nieuwe city". De laatste uitbreiding van V&D aan de Kleine Staat/Kersenmarkt, 1972

In 1968 bereikte V&D overeenstemming met het naastgelegen warenhuis Grand Bazar over de overname van de aan de Kleine Staat gelegen winkelpanden. Grand Bazar zou volgens plan in 1970 verhuizen naar de Entre Deux. In hetzelfde jaar kreeg V&D toestemming voor de uitbreiding aan de Vijfharingenstraat en Achter het Vleeshuis. De sloop van de bestaande bebouwing begon in januari 1969. Het ontwerp was (opnieuw) van architectenbureau Snelder, maar nu in een stijl die enigszins was aangepast aan het kleinschalige karakter van de omliggende bebouwing. In 1970 nam V&D het gebouw en een deel van het personeel van de inmiddels failliete Grand Bazar over. De oude Grand Bazar werd afgebroken, waarmee ook de kenmerkende jugendstilgevel uit het straatbeeld verdween. De nieuwbouw werd ontworpen in dezelfde stijl als de al in aanbouw zijnde uitbreiding aan Achter het Vleeshuis. Na deze grootscheepse uitbreiding bereikte Vroom & Dreesman zijn maximale omvang. Het warenhuis besloeg nu circa 75% van het bouwblok tussen Grote en Kleine Staat, Kersenmarkt, Achter het Vleeshuis en Vijfharingenstraat. Daarmee bezat Maastricht de grootste V&D van Zuid-Nederland. Het bedrijf had in deze periode circa 800 werknemers in dienst.
Vanaf 1982 was V&D onderdeel van Vendex International. Begin jaren 1990 ging het slecht met het bedrijf, waardoor honderden medewerkers hun baan verloren. In 1999 fuseerde Vendex International met Koninklijke Bijenkorf Beheer (KBB), waardoor de warenhuizen van Vroom & Dreesmann, HEMA en De Bijenkorf dezelfde moedermaatschappij kregen: Vendex KBB bv. De Bijenkorf was al langer op zoek naar een geschikte locatie in Maastricht. Besloten werd het bestaande warenhuis van V&D te splitsen in twee afzonderlijke warenhuizen. V&D trok zich terug op de 12.000 m², grotendeels in het oorspronkelijke bouwdeel aan de Grote Staat en Vijfharingenstraat (de V&D van vóór 1971). De Bijenkorf kreeg de beschikking over 7.500 m² in de rest van het gebouw, gelegen aan de Kleine Staat en Achter het Vleeshuis (min of meer de locatie van de oude Grand Bazar, met een gedeelte van V&D erbij). De derde en vierde etage van V&D strekten zich uit tot boven De Bijenkorf. De verbouwing werd van 2001 tot 2003 uitgevoerd naar plannen van voormalig rijksbouwmeester Kees Rijnboutt. Bij V&D werden de gevels van Kuijt zoveel mogelijk gerespecteerd en gerestaureerd. Wel verdween de verbindende luifel tussen de verschillende bouwdelen en werden de puien andermaal vernieuwd. Het hoekgebouw van Snelder aan de Grote Staat-Vijfharingenstraat kreeg een ander aanzien door een nieuwe zinken beplating. Het interieur van V&D werd vernieuwd naar ontwerp van Jan des Bouvrie. Op de bovenste etage kwam een groot La Place zelfbedieningsrestaurant met een wintertuin. In november 2002 heropende V&D; La Place volgde in april 2003 en De Bijenkorf in augustus 2003.

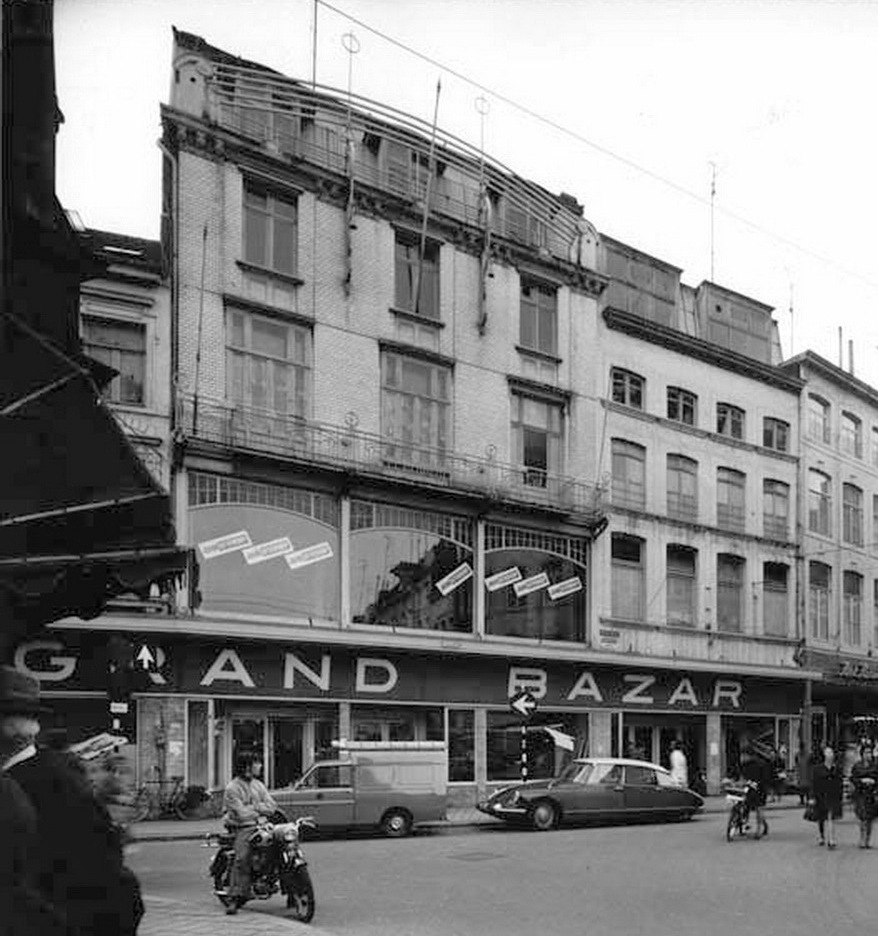
Kleine Staat/Kersenmarkt, gesloten Grand Bazar, 1971
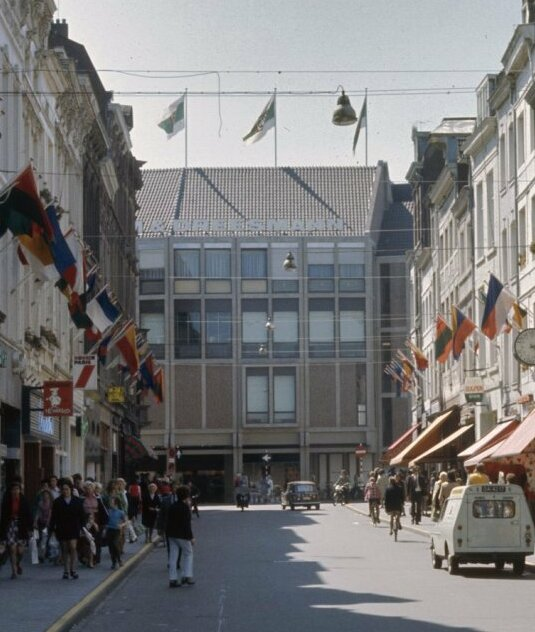
Kleine Staat/Kersenmarkt, nieuwbouw V&D, ca. 1975
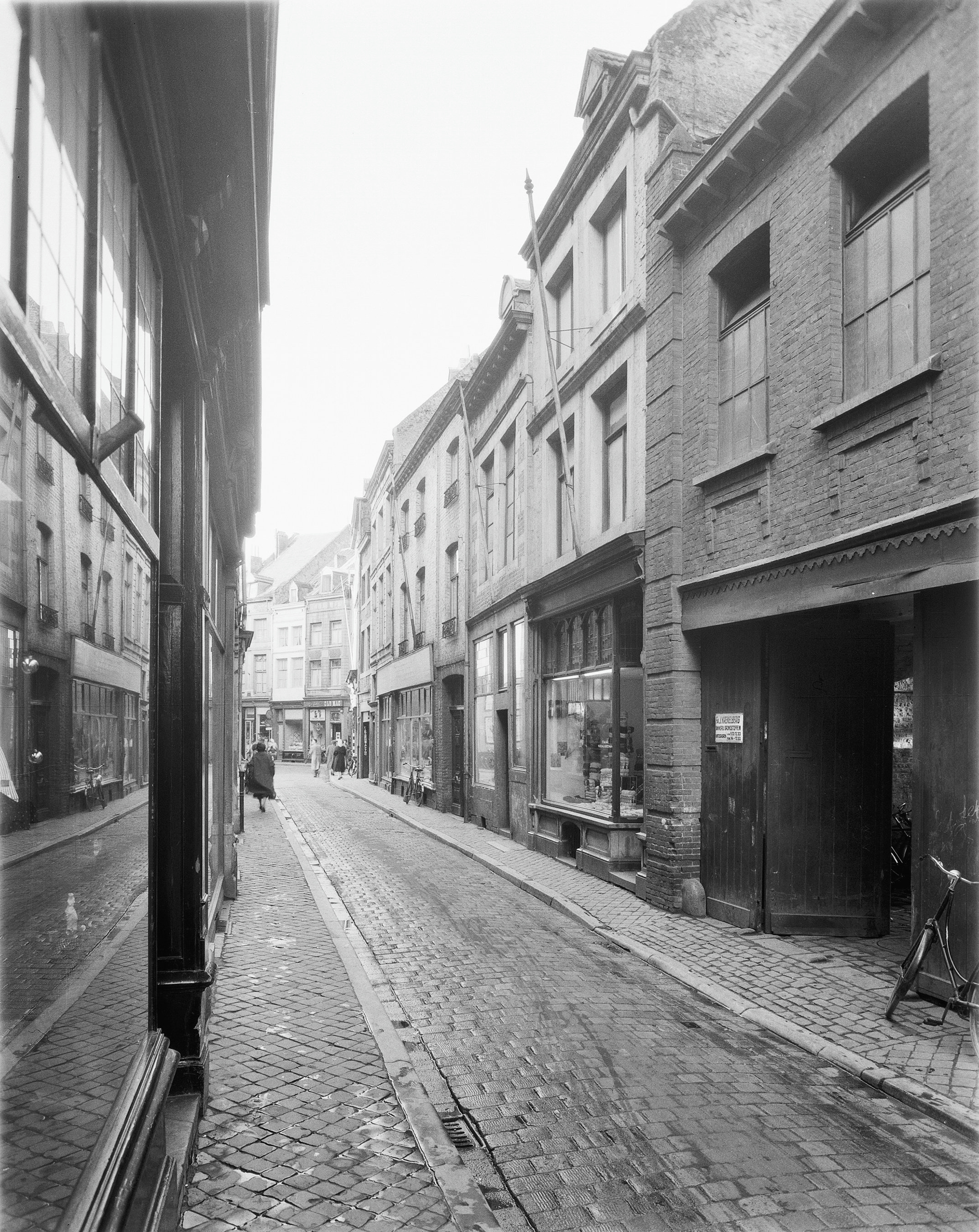
Achter het Vleeshuis, panden V&D en Grand Bazar, 1956
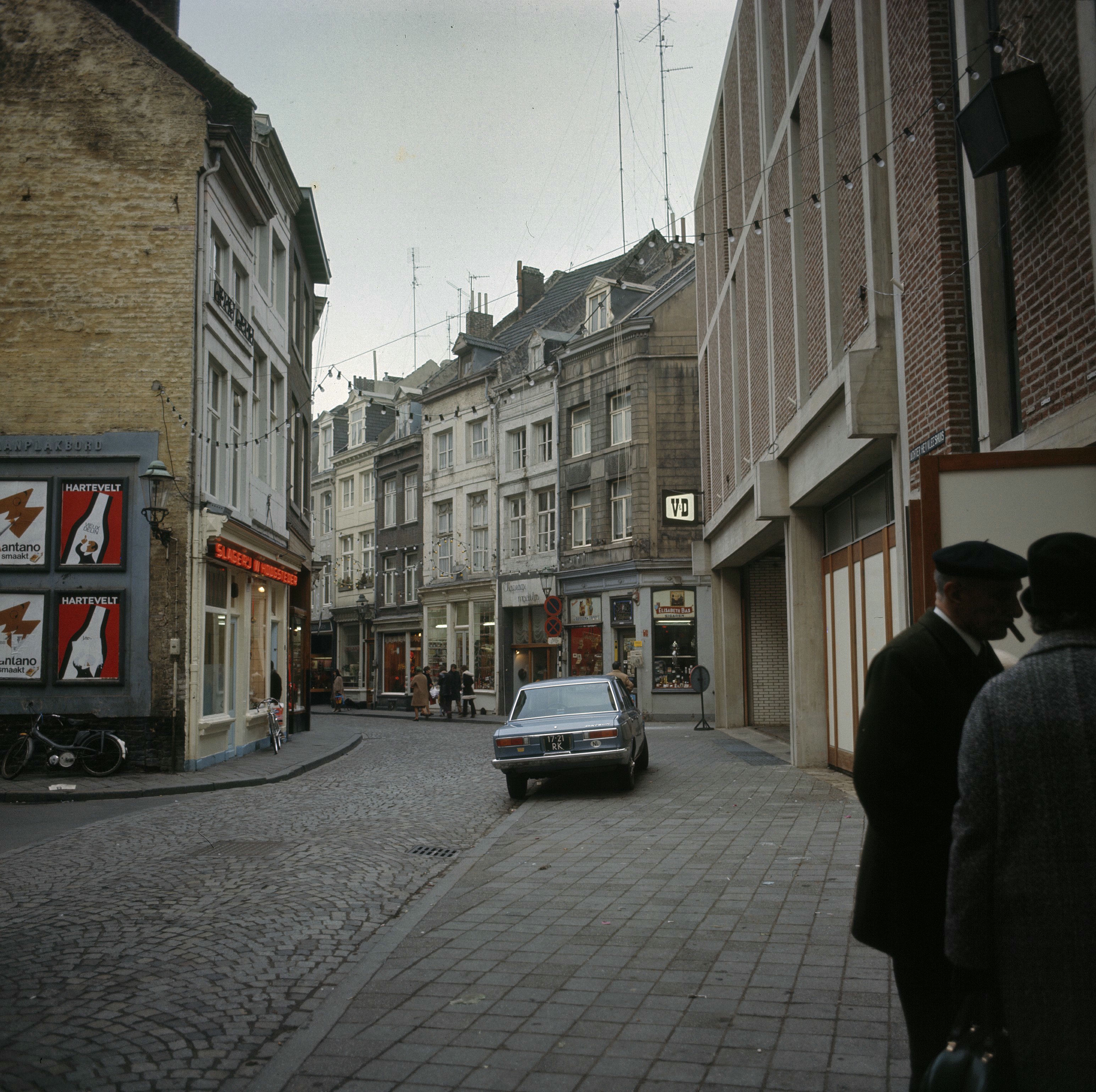
Achter het Vleeshuis, nieuwbouw V&D, ca. 1975

### 2003-2019: faillissement V&D en mislukking Hudson's Bay

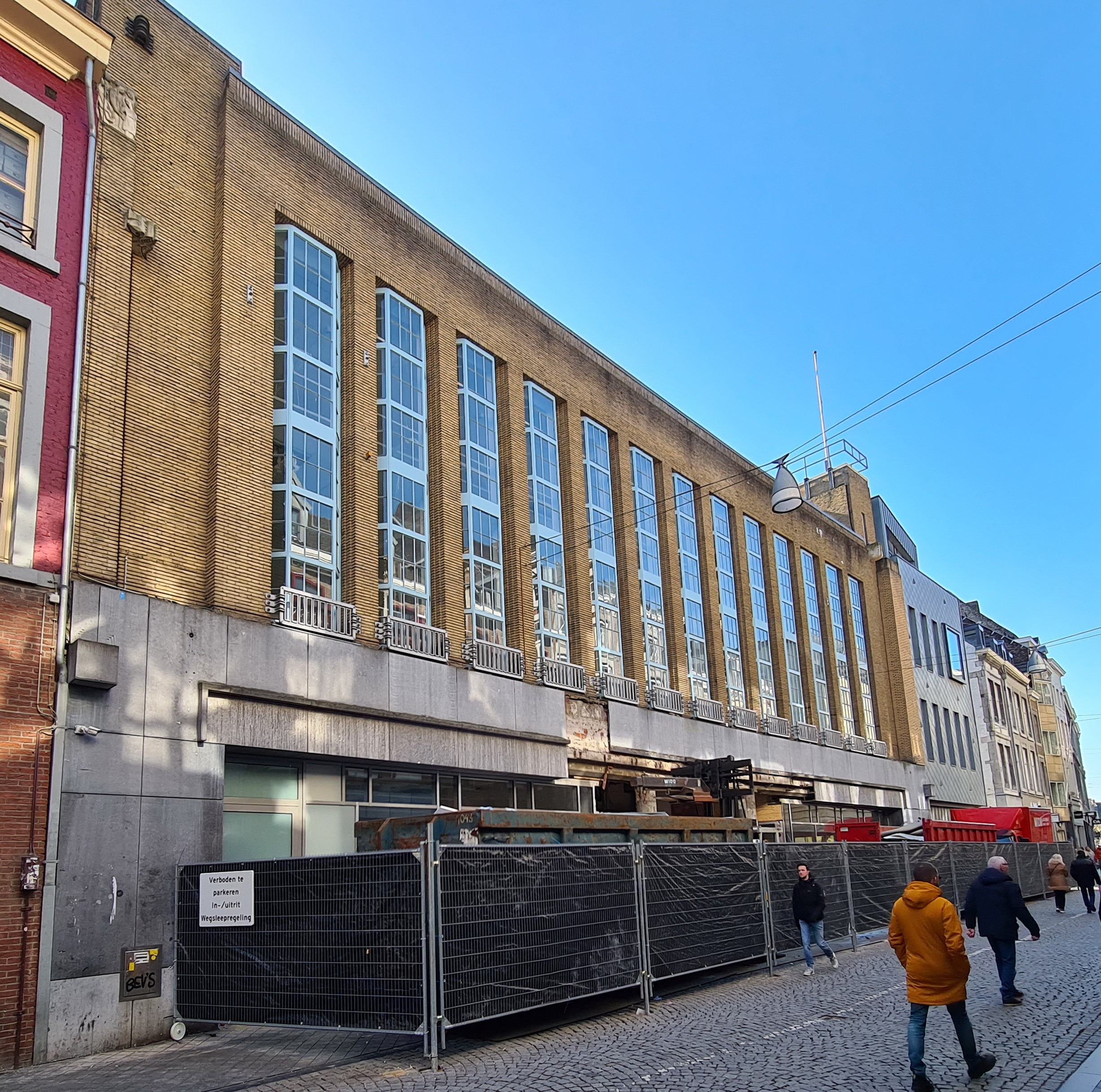
Verbouwing, maart 2023

De problemen bij V&D werd in de jaren 2000 steeds groter, onder andere door de toenemende concurrentie van webwinkels. Vanaf 2003 verkocht het bedrijf tal van winkelpanden om die vervolgens terug te huren. Eigenaar Vendex KBB bv, vanaf 2004 Maxeda geheten, verkocht V&D en La Place in 2010 aan SUN European Partners LLP. In 2013 en 2014 werden recordverliezen geleden. Op 31 december 2015 werd het faillissement uitgesproken. De meeste warenhuizen bleven nog tot en met 14 februari 2016 op de reguliere manier open, waarna in maart en april nog een laatste uitverkoop volgde. Het Maastrichtse filiaal sloot op 15 april definitief zijn deuren. 300 werknemers verloren hun baan.
In mei 2016 werd bekend dat de Canadese warenhuisketen Hudson's Bay Company een deel van de voormalige V&D-gebouwen, waaronder dat in Maastricht, ging huren voor een reeks te openen Nederlandse filialen. Na een maandenlange verbouwing opende het Maastrichtse filiaal van Hudson's Bay op 14 september zijn deuren. Al snel bleken de Nederlandse filialen slecht te presteren en rezen bij het moederbedrijf twijfels over het slagen van de operatie. Op 28 november 2019 werd bij de rechtbank uitstel van betaling aangevraagd, waarna op 31 december 2019 het faillissement volgde. Het Maastrichtse filiaal was toen al, na een geslaagde uitverkoop, een paar dagen dicht. Ongeveer 200 werknemers verloren hun baan. Na het faillissement probeerde Hudson's Bay van de langjarige huurcontracten af te komen. CBRE, eigenaar van de panden in Den Haag, Den Bosch, Zwolle en Maastricht, spande een kort geding aan, waarna de rechter de Canadese moedermaatschappij tot betaling van de achterstallige huur maande. Voor het pand in Maastricht moest 5.749.920 euro aan huurpenningen betaald worden.

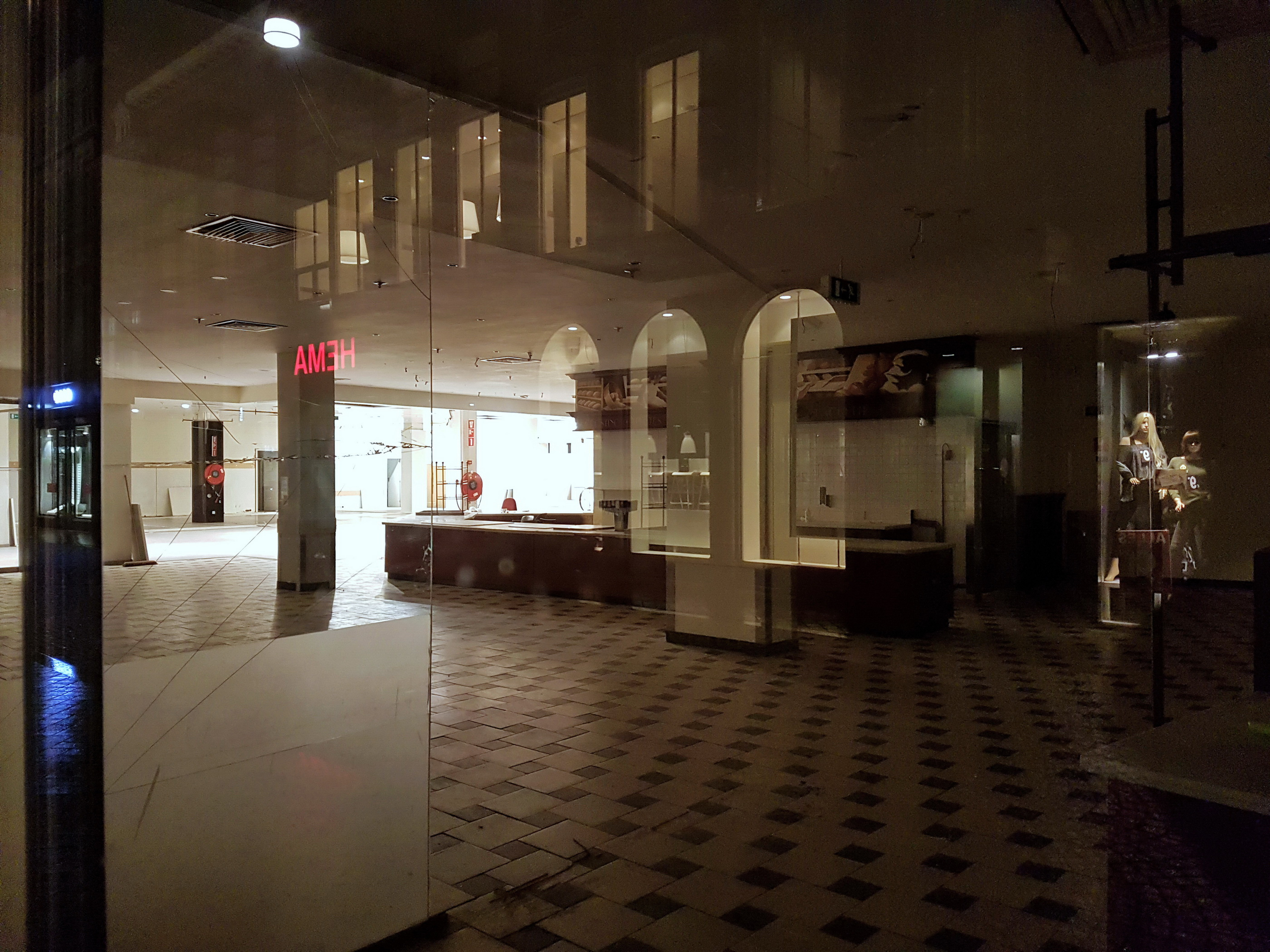
Leegstaande V&D, januari 2017
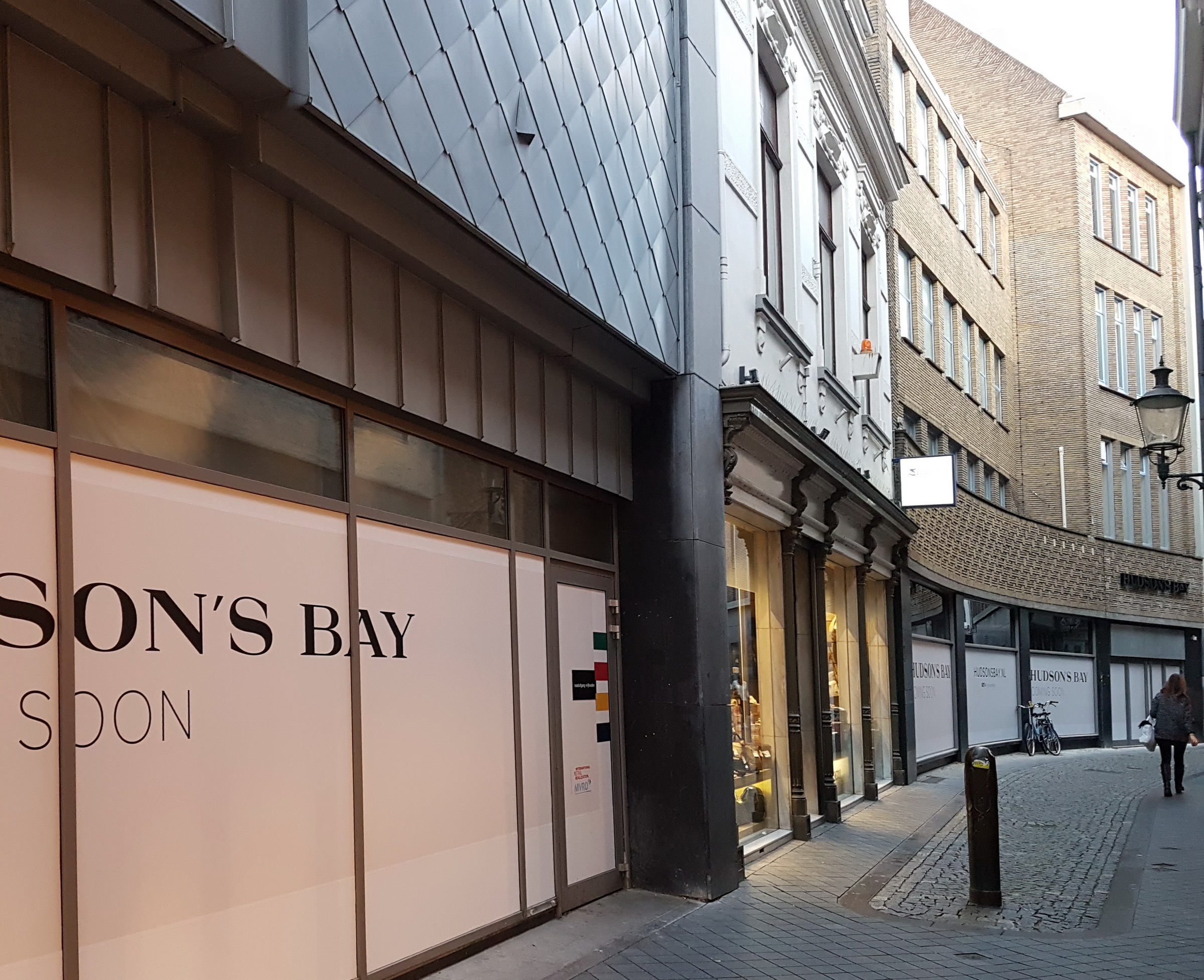
Vijfharingenstraat, verbouwing Hudson's Bay, juli 2017
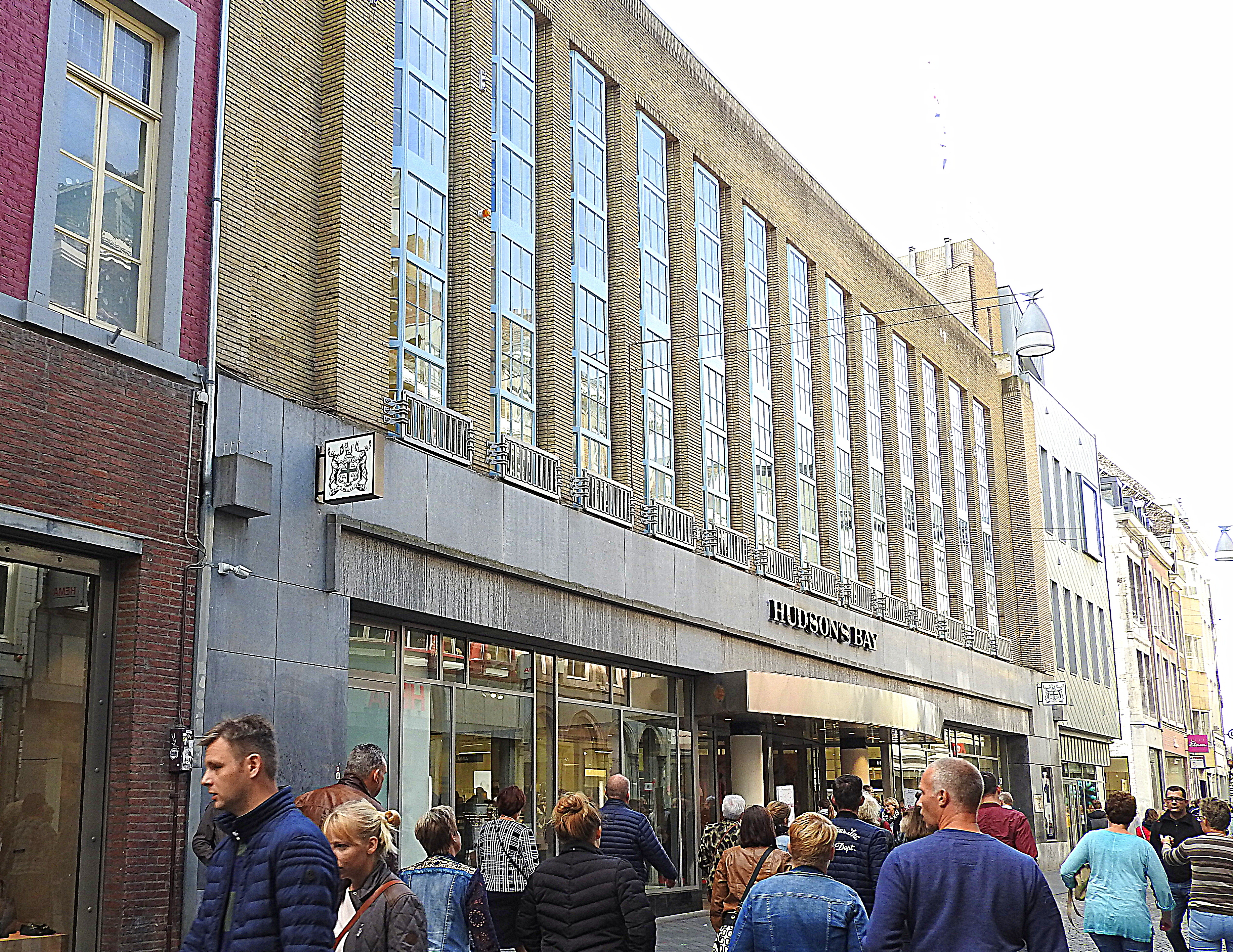
Grote Staat, Hudson's Bay, september 2017
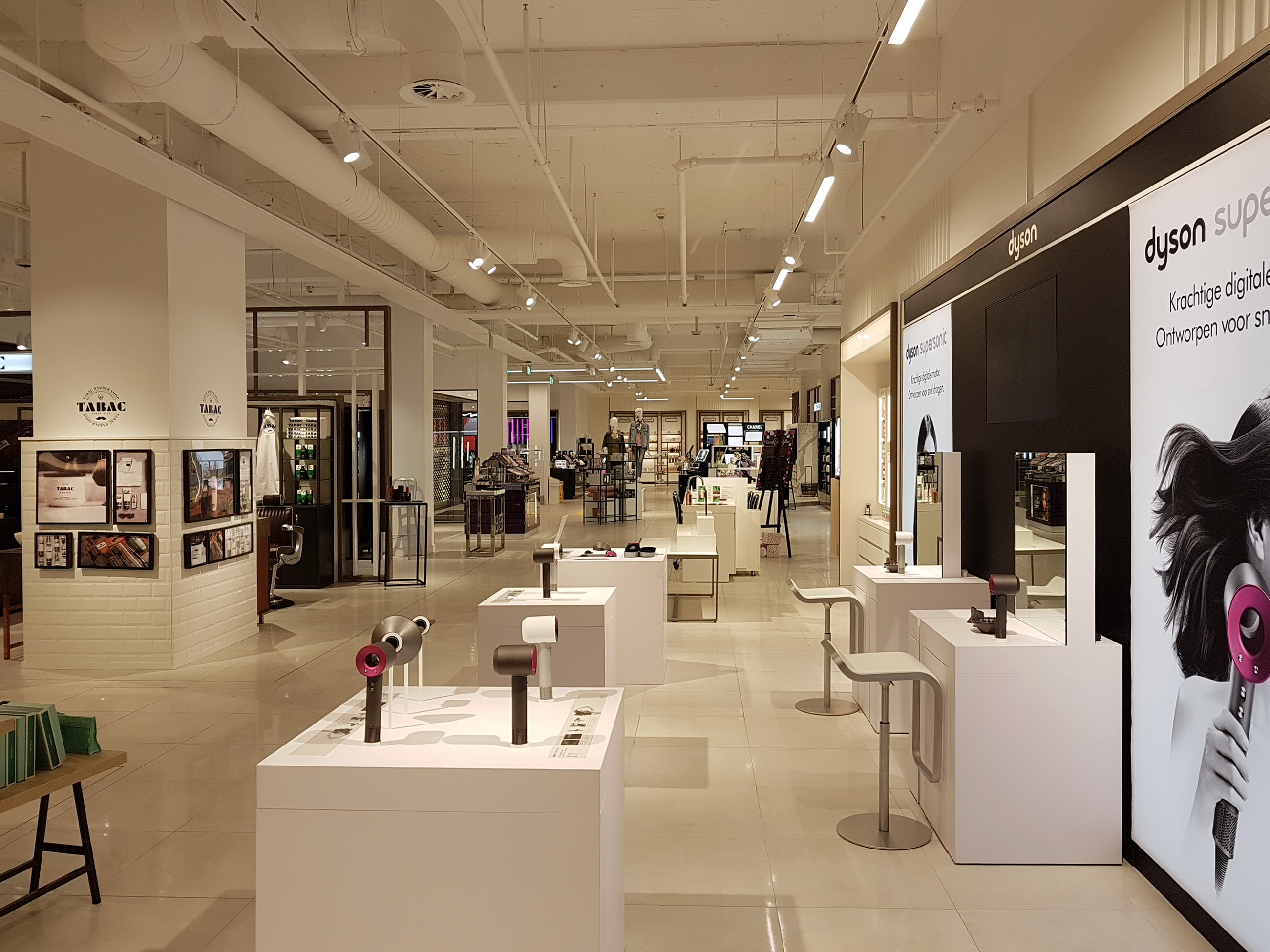
Interieur Hudson's Bay, februari 2018

### Na 2019: multifunctioneel gebouw
De eigenaar van het gebouw aan de Grote Staat 5, CBRE Investment Management, gaf omstreeks 2021 opdracht aan de projectontwikkelaars FiMek estate en 3W real estate een nieuwe functie voor het gebouw te zoeken. Deze verzochten het Bureau Rijnbout bv, hetzelfde bureau dat twintig jaar eerder de splitsing van het oude V&D had begeleid, een ontwerp te maken voor een multifunctioneel gebouw. Volgens de plannen worden de drie onderste bouwlagen (souterrain, begane grond en eerste verdieping) geschikt gemaakt voor verhuur aan een grote retailer, waarmee in 2022 al een contract is afgesloten. De drie bovenste etages worden verbouwd tot vijftig wooneenheden, gegroepeerd rondom een grote daktuin. De woningen worden ontsloten door het bestaande trappenhuis aan de Vijfharingstraat.

## Architectuur
Het voormalige warenhuis van Vroom & Dreesmann en Hudson's Bay in Maastricht is een expressionistisch bouwwerk met elementen van de Amsterdamse School en de nieuwe zakelijkheid. Het ontwerp uit 1930 is van de Amsterdamse architect Jan Kuijt (ook: Kuyt), die omstreeks die tijd ook elders in Nederland warenhuizen voor V&D bouwde, onder andere in Den Haag (1928), Dordrecht (1931), Amsterdam (1932) en Haarlem (1933). Het gebouw staat op de gemeentelijke monumentenlijst, maar alleen de door Kuijt ontworpen gevels aan de Grote Staat en de Vijfharingenstraat zijn beschermd. Het verbindende hoekvolume (voorheen Grote Staat 13-15), dat begin jaren 1960 is gebouwd en in 2013 geheel werd vernieuwd, is niet beschermd.

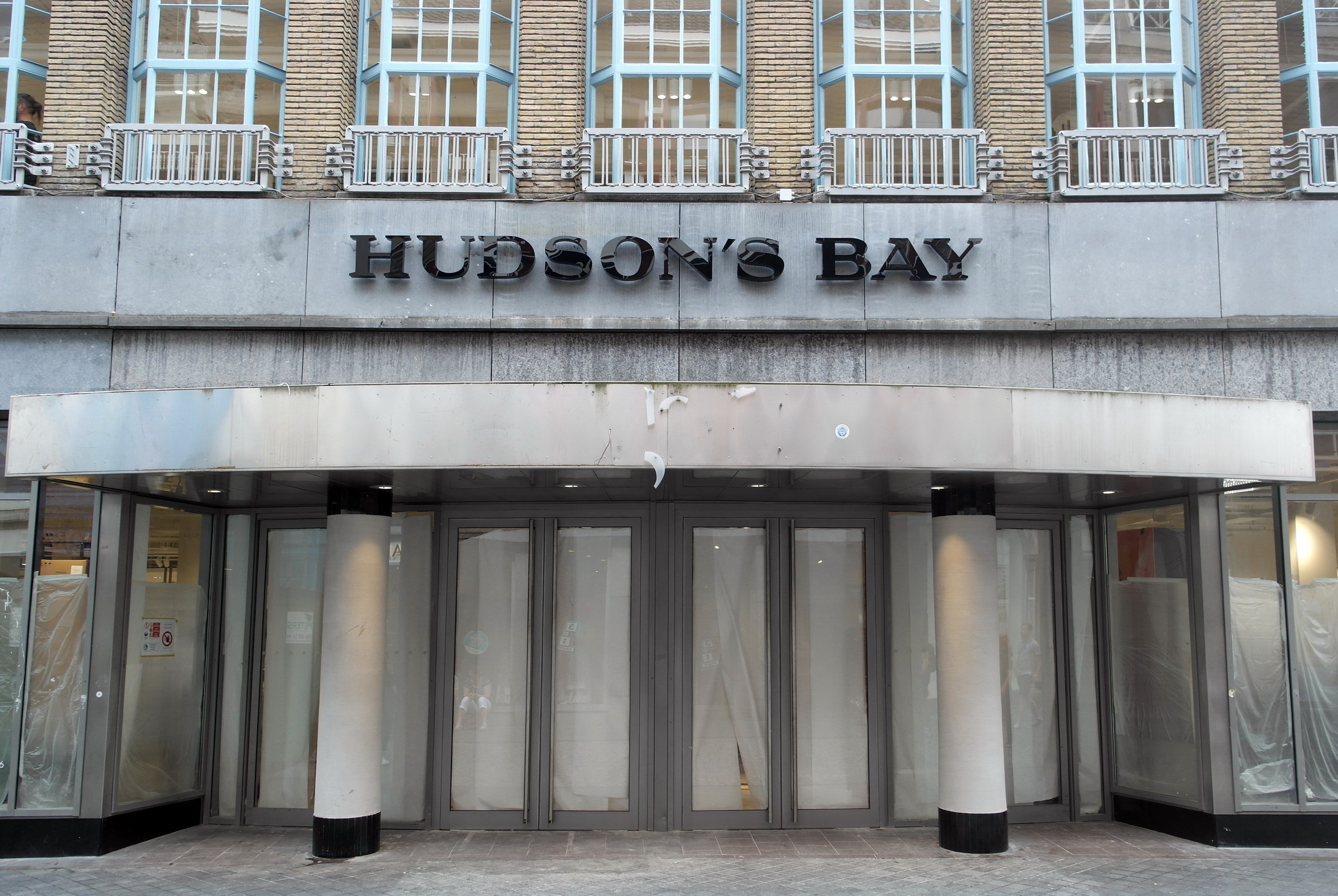
Grote Staat, entree Hudson's Bay, 2017

### Gevel Grote Staat
De gevel van Jan Kuijt aan de Grote Staat verving in 1931-1933 de gesloopte panden Grote Staat 5-11. Het betreft een circa 40 m brede gevel met een hoogte van drie bouwlagen. Het gehele warenhuis in onderkelderd. De begane grond is omstreeks 1960 en in 2003 vernieuwd. De huidige gevelbekleding bestaat uit grijze hardsteen. De winkelpui is van glas en aluminium. Boven de pui bevindt zich een latei van zwartgrijs marmer. De ingang bevindt zich centraal in de gevel onder een halfronde aluminium luifel die rust op twee betonnen pilaren. Boven de begane grond is de gevel min of meer in oorspronkelijke staat. Tussen de gemetselde hoekkolommen en muurdammen van gele baksteen bevinden zich dertien hoge vensters. Ze bevatten originele stalen raamkozijnen en decoratieve smeedijzeren raamhekjes. De hoekkolommen zijn voorzien van kalkstenen reliëfs met mens-, dier- en plantmotieven van de Maastrichtse beeldhouwer Charles Vos. De gevel wordt aan de bovenkant afgesloten door een gemetselde rollaag. De terugwijkende vierde en vijfde bouwlaag zijn vanaf de straat niet zichtbaar.

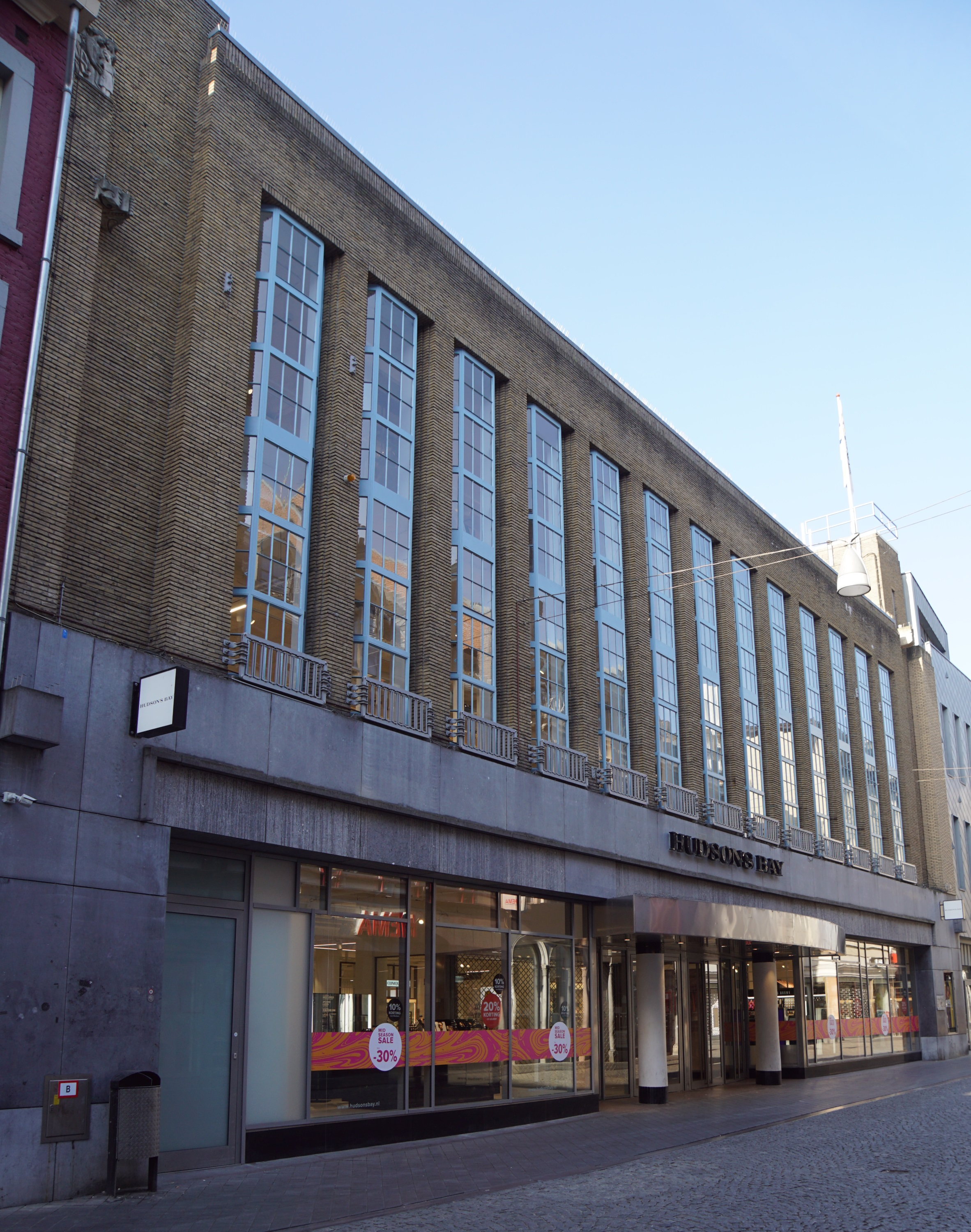
Grote Staat, overzicht gevel
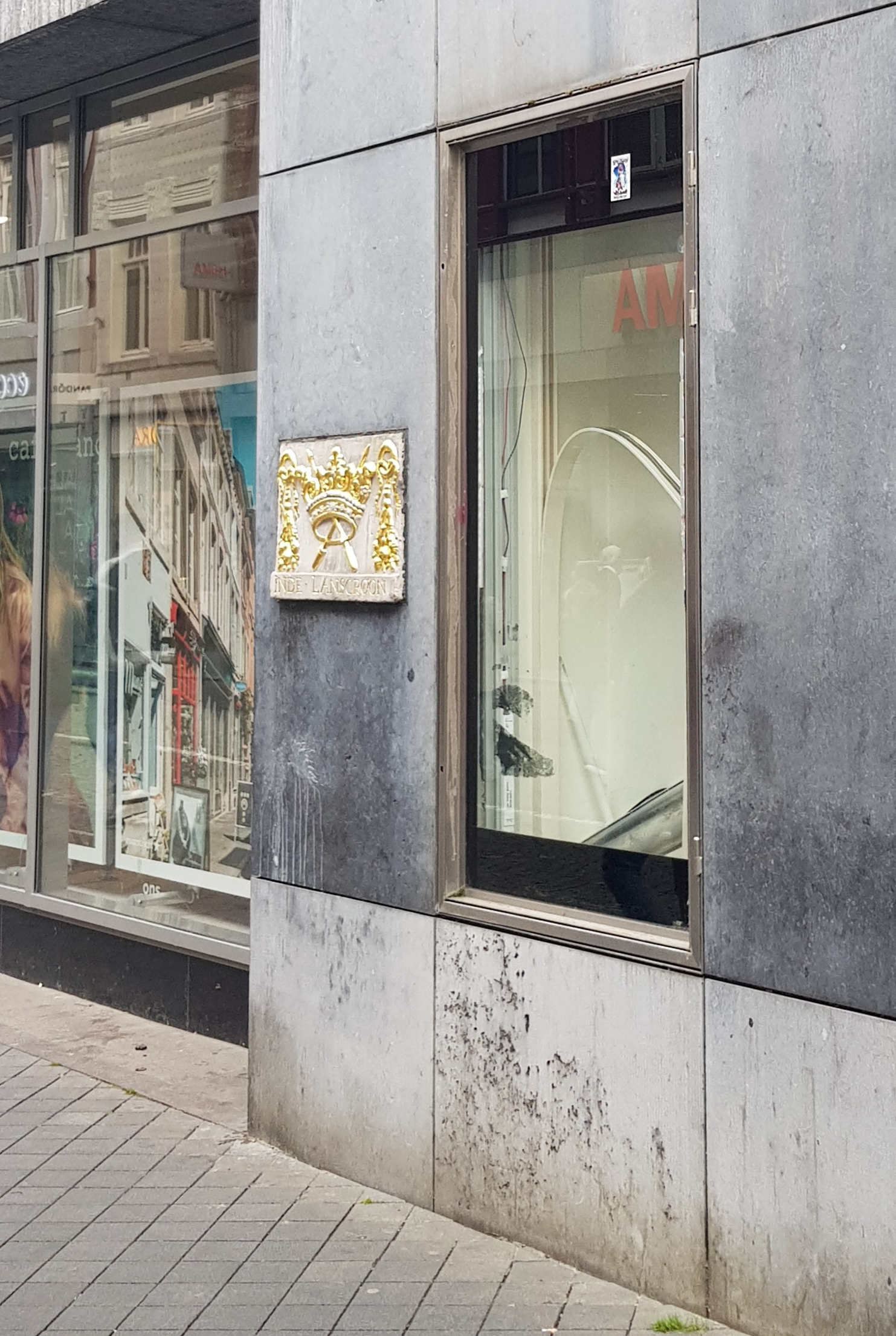
Detail winkelpui met gevelsteen
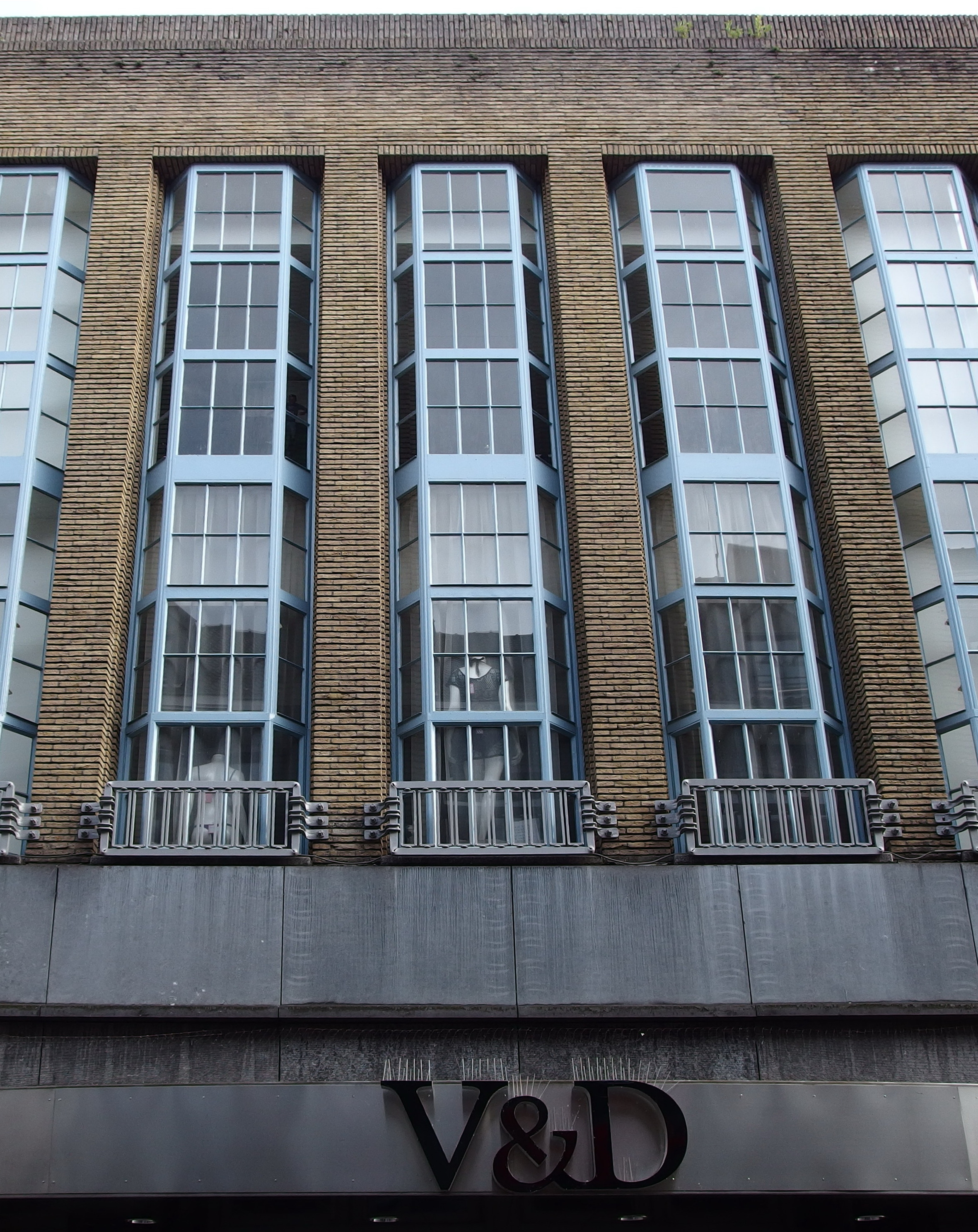
Detail monumentale raampartij
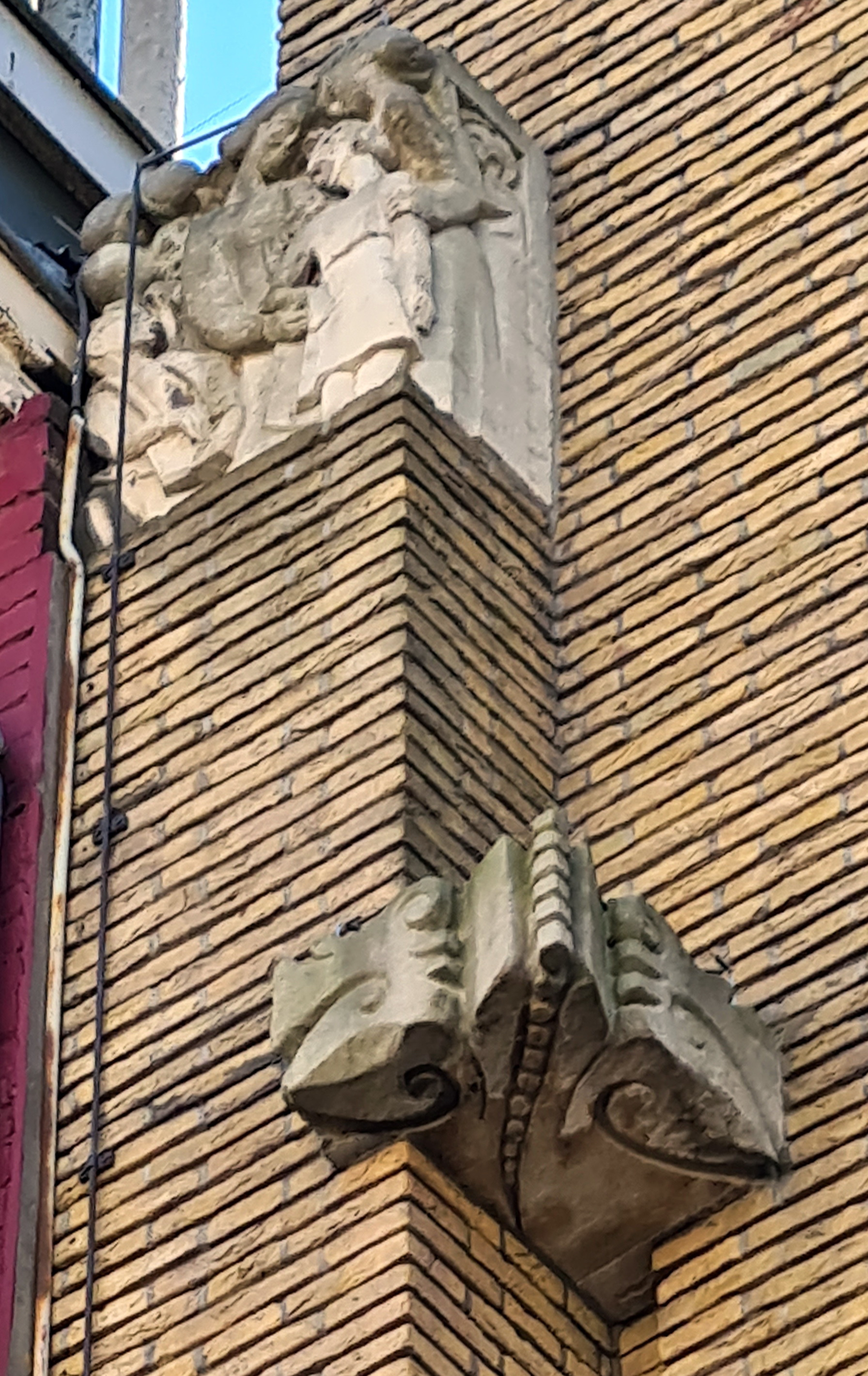
Geveldetail met reliëfs van Charles Vos

### Gevel Vijfharingenstraat
De eveneens door Kuijt ontworpen gevel aan de Vijfharingenstraat is vier bouwlagen hoog en bestaat uit twee volumes, die iets verspringen ten opzichte van elkaar en waarvan het zuidelijk deel iets hoger is. Op de begane grond is een vernieuwde winkelpui met drie aluminium etalageramen en een tweede toegangspartij. De kolommen tussen de openingen zijn bekleed met zwarte natuurstenen platen. Tussen de begane grond en de eerste verdieping bevindt zich een licht gebogen borstwering met siermetselwerk, die als het ware met de bochtige straat meebeweegt en de twee verspringende volumes met elkaar verbindt. Het metselwerk toont een geometrisch vlechtpatroon. In het midden van de gevel, waar de twee volumes elkaar ontmoeten, dient deze borstwering tevens als balkonbalustrade. Het rechter bouwvolume is vier vensterassen breed en ligt in de rooilijn van de straat. Het linker deel is acht vensterassen breed en ligt iets terug. Geheel links is een gemetselde hoekkolom met een gebeeldhouwde zandstenen bekroning met diermotieven, eveneens van Vos. Alle vensters hebben keramische onderdorpels.
Aansluitend aan het bouwdeel van Kuijt bevindt zich aan de Vijfharingenstraat en Achter het Vleeshuis de uitbreiding van V&D uit begin jaren 1970. Dit deel behoort sinds 2003 tot De Bijenkorf. Op de begane grond zijn door Bureau Rijnboutt winkelpuien en een entree toegevoegd. De daarboven gelegen baksteengevels, door Gerard Snelder in pseudo-Maaslandse stijl ontworpen, zijn in 2003 gerestaureerd.

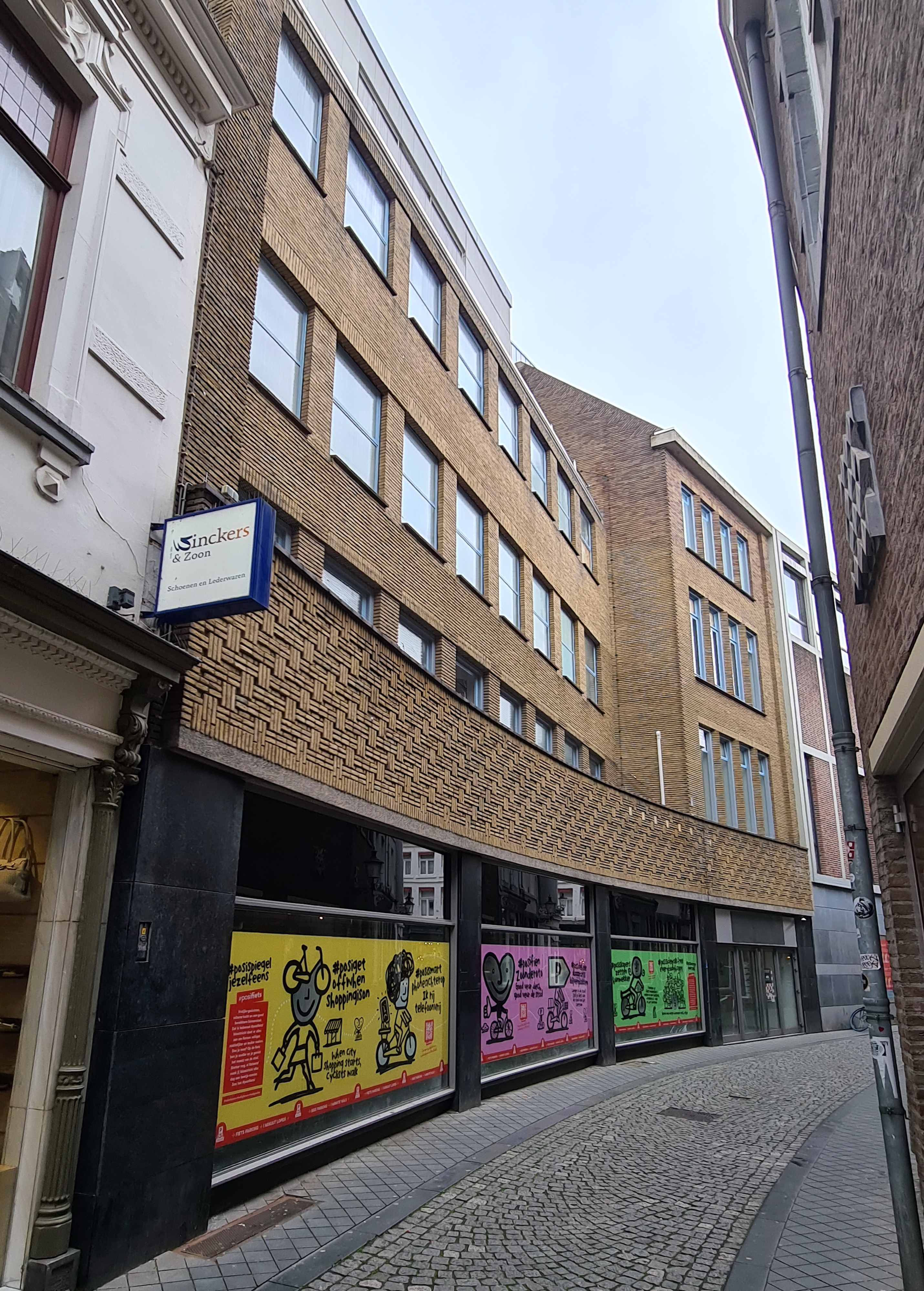
Gevels Vijfharingenstraat vanuit het noorden
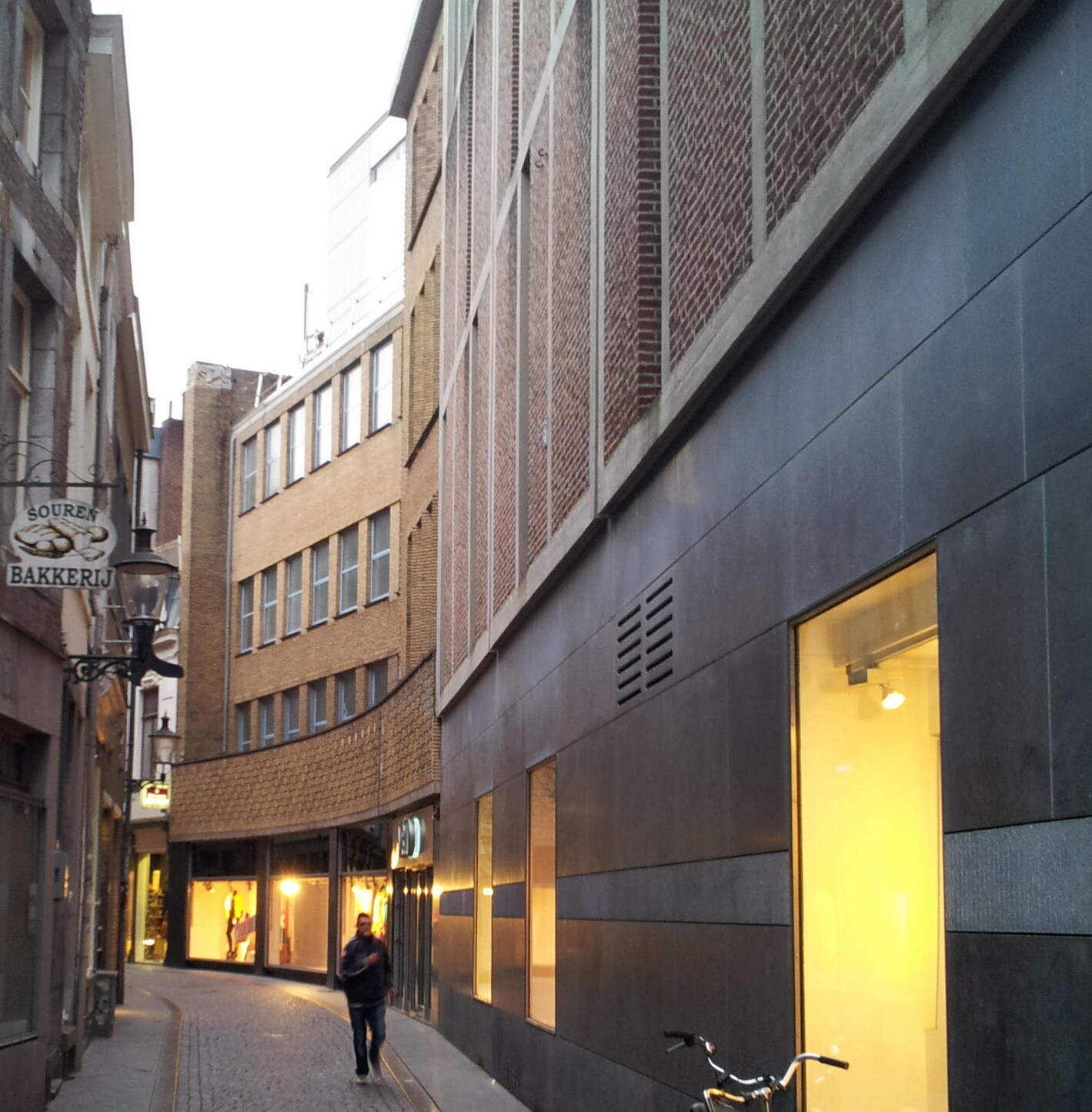
Gevels Vijfharingenstraat vanuit het zuiden
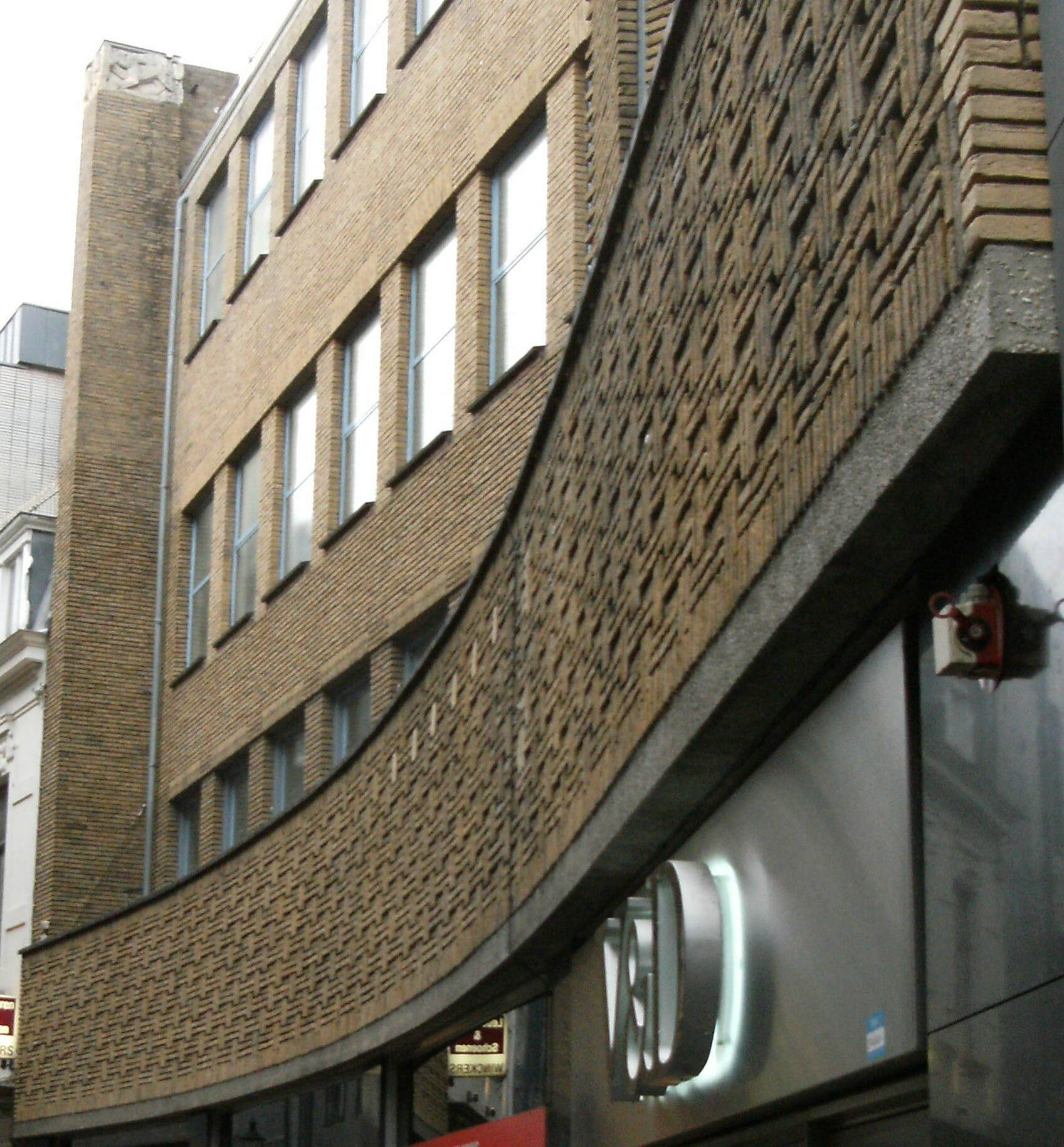
Idem, monumentaal geveldeel
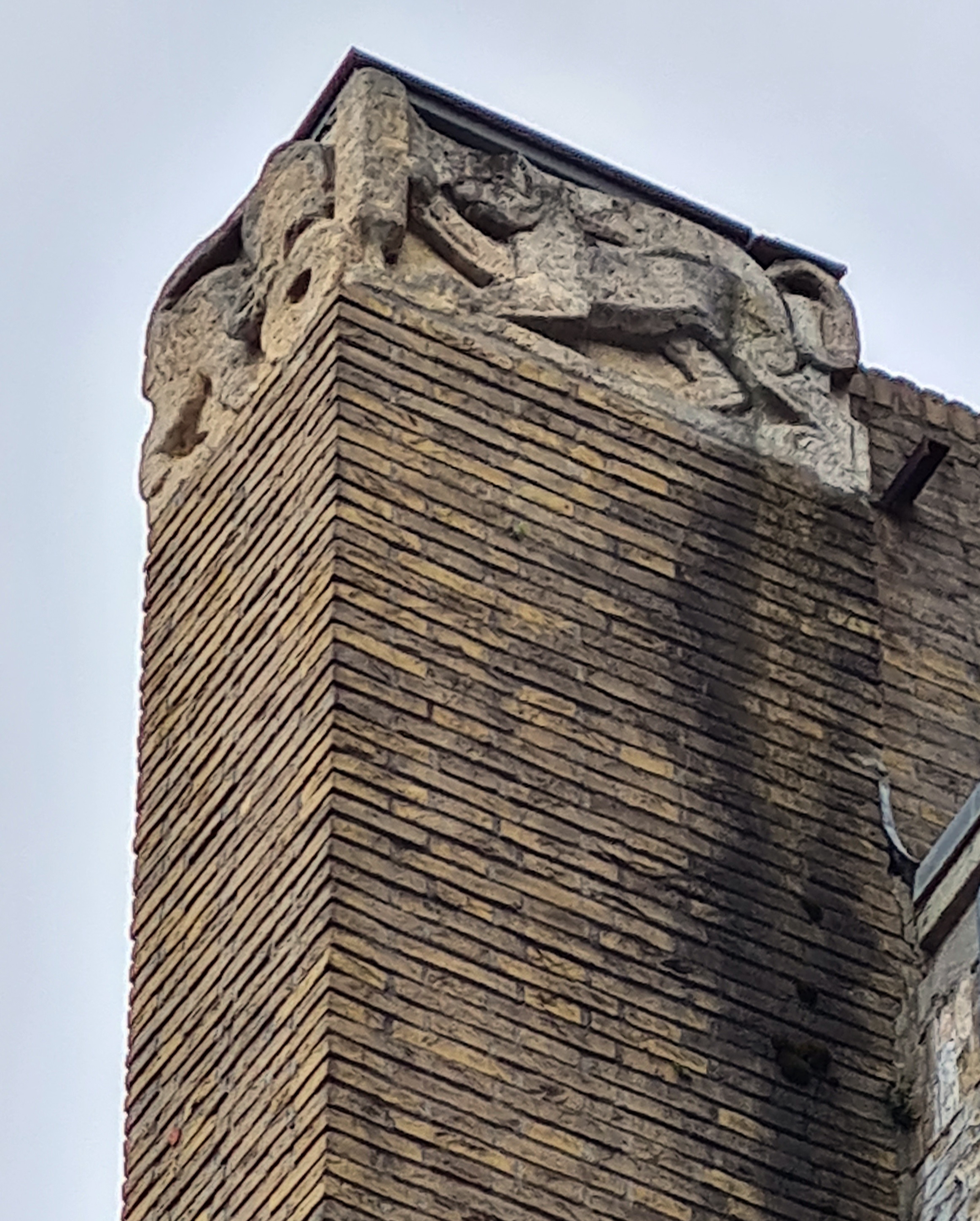
Idem, architectuurdetail en sculptuur

## Trivia
- De oprichter en eerste directeur van V&D Maastricht, Rudolf Rosenmöller (1881-1971), was op zijn tachtigste nog in functie, geassisteerd door zijn zonen Bernard en Harry.[36] Bij het gouden jubileum in 1957 werd hij benoemd tot ridder in de Orde van Oranje-Nassau.[37] In 1960 werd hij door de paus benoemd tot ridder in de Orde van Sint-Gregorius de Grote, onder meer vanwege zijn sociale gevoel.[38]
- Op 9 december 1952 vond er een inbraak plaats bij V&D. Drie jongelui verschaften zich toegang, stalen twee koffers uit de lederwarenafdeling en vulden die met horloges, fototoestellen, scheerapparaten, cosmetica en andere producten ter waarde van 2.500 gulden. De misdaad kwam aan het licht en voor het gerecht gaven zij toe tot hun euveldaden te zijn gekomen door "het slenteren op straat en het geregeld bezoeken van gangsterfilms".[39]

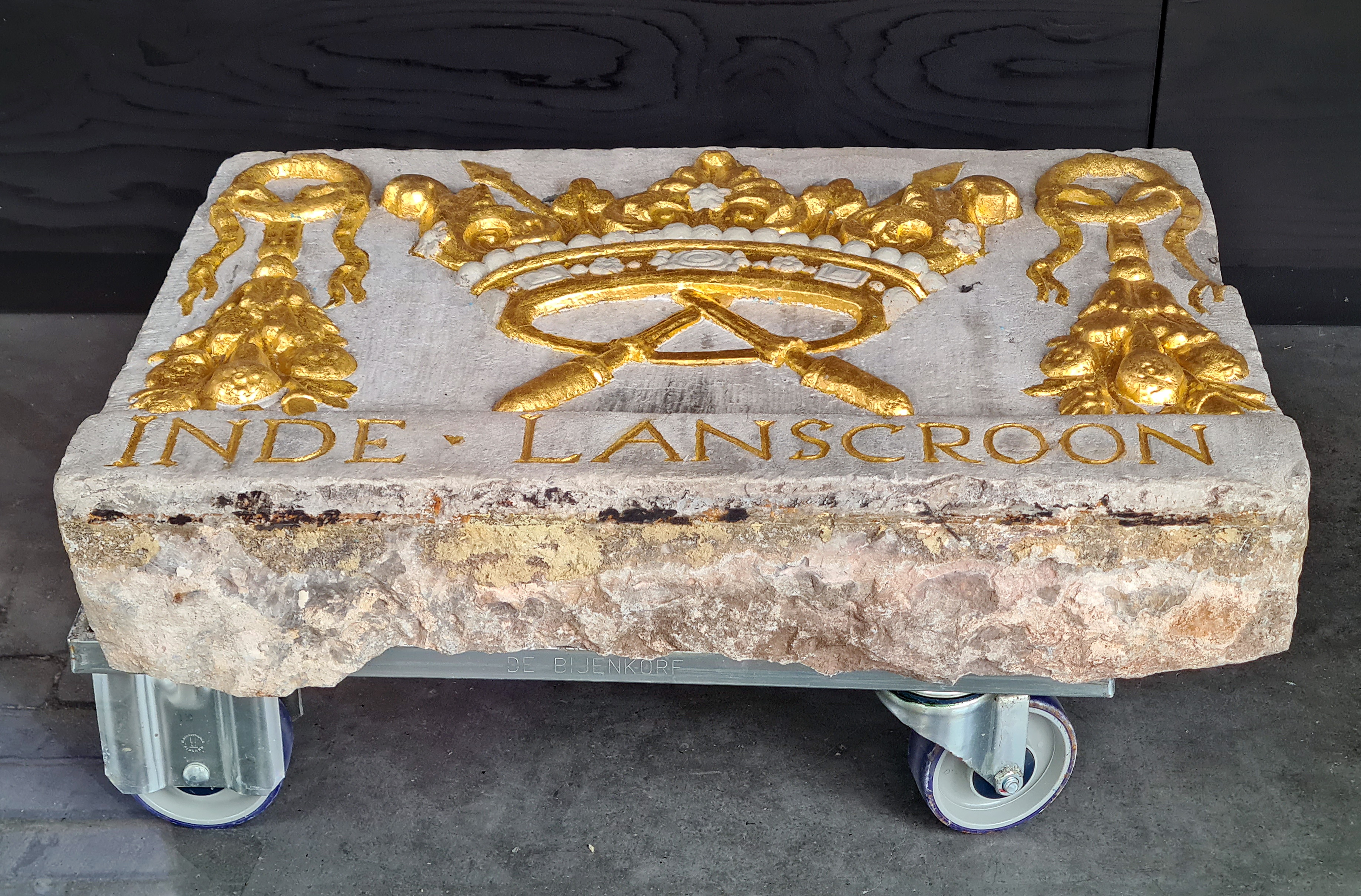
Gevelsteen INDE LANSCROON in 2023, (tijdelijk?) opgeslagen bij een projectontwikkelaar

- In 1964 bestond het Stadhuis van Maastricht driehonderd jaar. V&D deelde in de feestvreugde omdat een deel van het warenhuis gebouwd is op de plaats van het oude stadhuis van Maastricht, de huizen "De Lancscroon" en "De Liebaert". De directie schonk aan de gemeente twee bronzen wapenschilden, ontworpen door Fons Bemelmans, die de tweeherigheid van Maastricht verbeeldden. Ze kregen een plaats in de hal van het stadhuis.[40] De gemeente op zijn beurt schonk aan V&D een in koper uitgevoerde verklarende tekst bij de gevelsteen Inde Lanscroon, die mogelijk al eerder in het rechterdeel van de warenhuisgevel – helaas aan de verkeerde kant – was ingemetseld. Het tijdvers luidde: LapIs DoMVs CIVItatIs ("steen uit het stadhuis"; 1664). De koperen letters verdwenen al spoedig door vandalisme en werden niet vervangen.[41][42]
- In 1973 bood de directie van V&D, bij gelegenheid van de officiële opening van het vernieuwde warenhuis én het gereedkomen van de Vrijthof-parkeergarage, de stad een kunstwerk aan. Het betreft een door Dries Engelen ontworpen bronzen plaquette van 120 cm doorsnede, die de herbeplanting van het Vrijthof voorstelt, en die aan de westzijde van het plein in het plaveisel ligt ingebed.[43]
- In de jaren 1970 presenteerde V&D zich enkele malen, samen met boekhandel Veldeke, als uitgever. In 1976 verschenen drie uitgaven: Zo zag ik Maas en Tricht van Noud Verhoeven (broeder Borromeus) en Jacques Voets, Geschiedenis van het Spaans Gouvernement te Maastricht van prof. J.J.M. Timmers en Mosalect. Bloemlezing uit de Limburgse dialectliteratuur.[44]
- Naast het warenhuis was er in Maastricht van 1960 tot 1988 ook een regiokantoor en distributiecentrum van V&D, gelegen aan de Cabergerweg.[45] In 1988 werden deze activiteiten naar Eindhoven verplaatst.[46][47]
- De Sinterklaasperiode betekende elk jaar topdrukte bij V&D Maastricht. Voor deze periode werd extra personeel ingehuurd.[16] Een bezoek aan Sinterklaas en Zwarte Piet bij Vroom & Dreesmann was voor veel kinderen uit Maastricht en omgeving een onvergetelijke ervaring.[48]